# 近鉄30000系電車
近鉄30000系電車（きんてつ30000けいでんしゃ）は、近畿日本鉄道（近鉄）が保有している特急形車両である。近鉄特急の2階建車両を連結する「ビスタカー」の3代目として1978年に登場した。
解説の便宜上、本項では大阪上本町・大阪難波向きの先頭車の車両番号+F（Formation=編成の略）を編成名として記述する（例：モ30201以下4両編成=30201F）。そのほかに、両先頭車をMc車、中間2階建車をT車として記述し、大阪上本町に向かって右側を「山側」、左側を「海側」と記述する。

## 概要

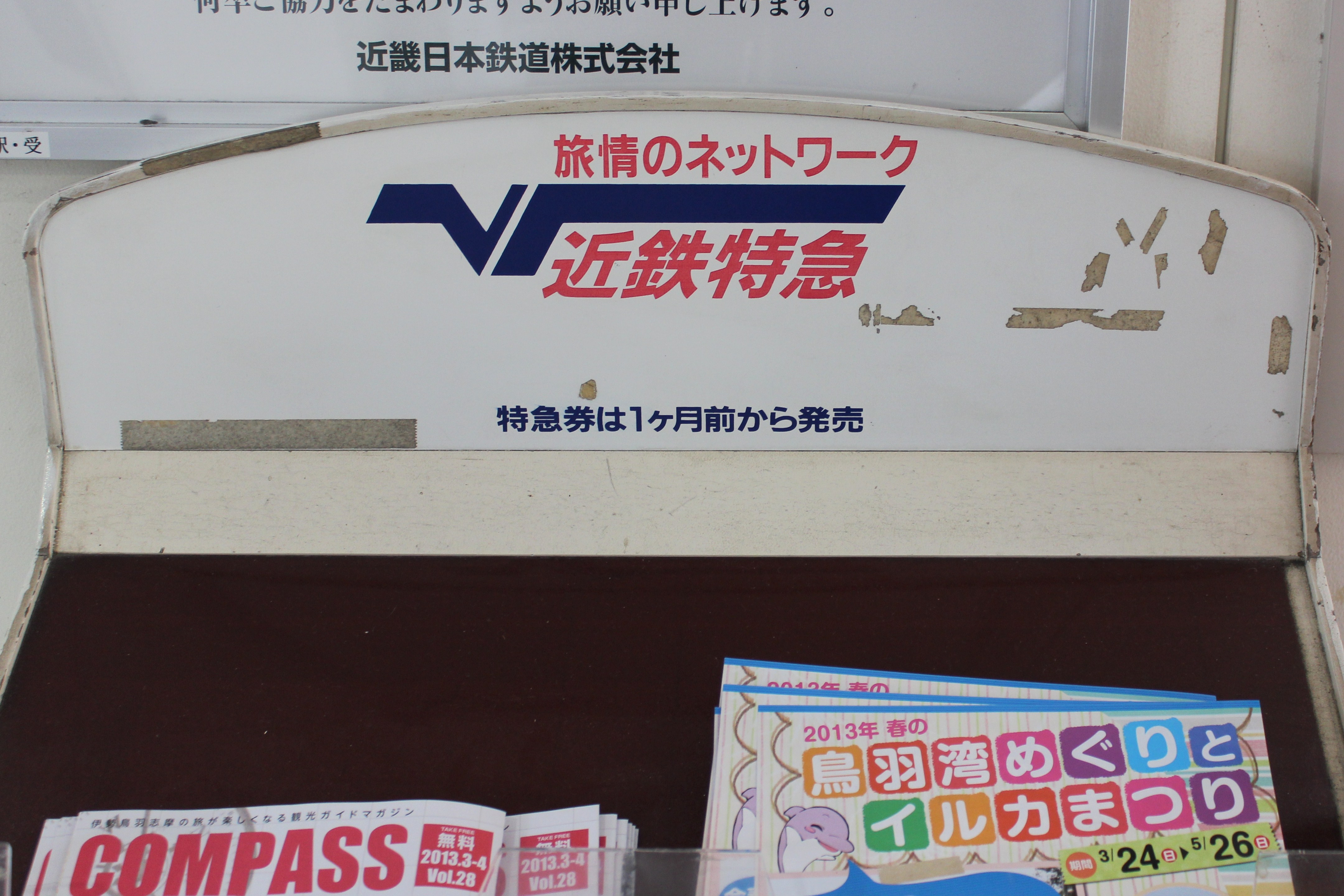
近鉄各施設で使われていたビスタカーの旧シンボルマーク
当時の近鉄グループの象徴であった

1978年（昭和53年）、10100系「新ビスタカー」の後継として登場した。新幹線100系電車登場まで、日本で唯一の2階建て鉄道車両であった近鉄特急「ビスタカー」の3代目にあたる。登場時は10100系との区別のため「ニュービスタカー」と呼ばれていたが、「ニュー (New) 」「新」は同じ意味であり、同年12月の30000系誕生記念試乗券の広告ポスターにおいて、ビスタカー〔3世〕と称され、のちに「ビスタカーIII世」「ビスタIII世」と通称されるようになった。建造費は1次車7編成（28両）で27億円。
デビュー間もない頃から南大阪線系統や湯の山線を除く特急運転区間で運用された。
1988年の21000系「アーバンライナー」登場までは、近鉄（近鉄特急）のフラッグシップであり、CMでは12200系2両と併結した6両編成での映像が多かった。また、当時の国鉄監修時刻表の広告をはじめ、近鉄各駅のパンフレット置場などに本系列のイラストやビスタカーのVマークが使われた。
1979年に鉄道友の会ブルーリボン賞を受賞した。

## 開発の経緯

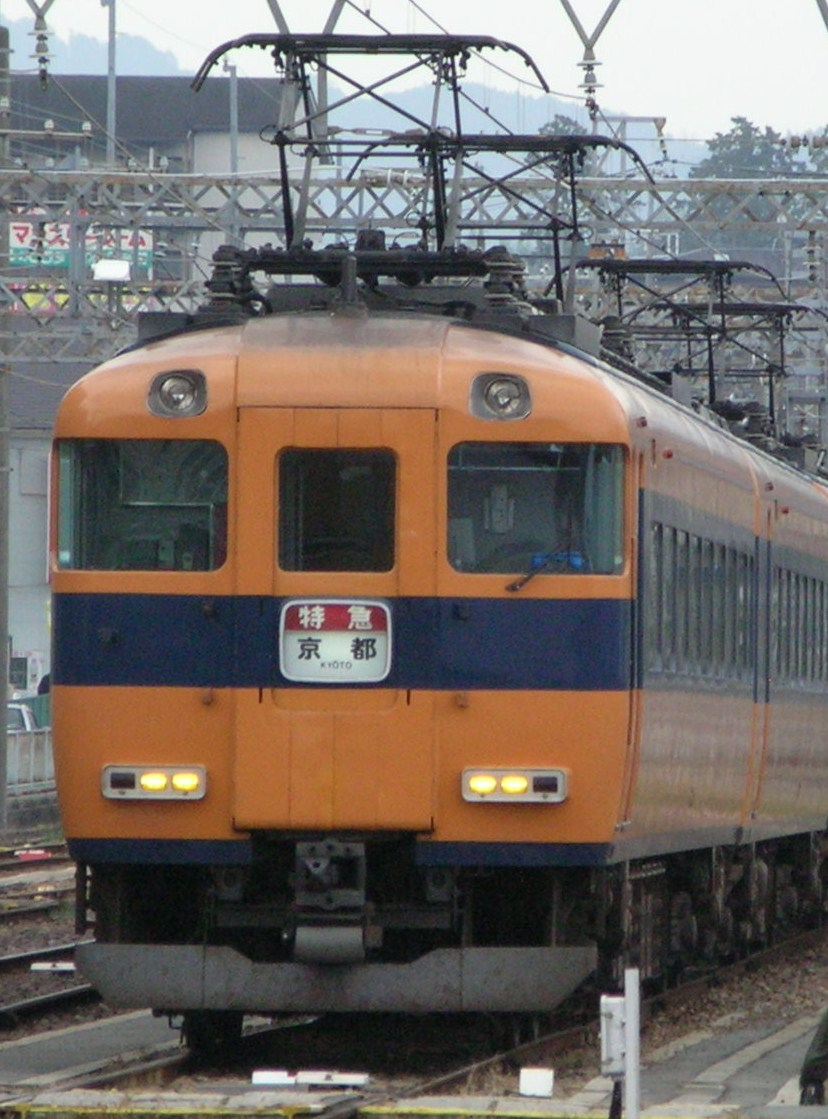
12400系
30000系のモデルとなったフロントデザイン

30000系の開発にあたり、登場の前年より調査が行なわれた。これに関連し、12400系が30000系の構想を念頭に置きながらデザインされた。
この開発に先立ち、近鉄の取締役であった赤尾公之と当時の車両部長であった池田健が欧米を視察して実地調査を行った。
構想段階当初から伊勢志摩観光特急用として華やかさを持たせたい、そのために階上席を多く設置したい（当時の特急券発売システム上、1両あたり60名以上の定員が求められた）という意向があり、そのため当初は全車ハイデッカー仕様で検討された。しかし、いざモックアップを制作したところ、フラットカーに乗っている感覚とあまり変わり映えがしないのではないかとの見解が持たれ、またハイデッカー車であっても階段は必要であることから、中途半端を嫌って純然たる2階建で設計することになった。
10100系は、一部の先頭車両が非貫通構造であったことから他系列編成とは非貫通車寄りには連結できないために運用上の自由度が制限される問題があった。また製造当時の運行上の中心であった名阪甲特急（ノンストップ特急）が東海道新幹線の開業によって衰退し、代わって伊勢志摩方面を中心とした停車駅が多い乙特急運用が増えたことから、10100系独特のちどり状の扉配置に加えてダブルデッカー構造ゆえに人の動きが滞留して乗降の際に時間が掛かることも問題になった。それゆえ、30000系の先頭車は全車貫通扉式となり、扉配置も見直され、車内は伊勢志摩観光特急用にアレンジされた。

## オリジナル車（ビスタカーIII世）
1978年12月デビュー当初から1999年11月まで存在した30000系オリジナルスタイル車両について解説する。

### 電算記号（編成番号）
電算記号は当初NVであったが、翌1979年の10100系全廃後Vに変更された。

### 外観・車体構造

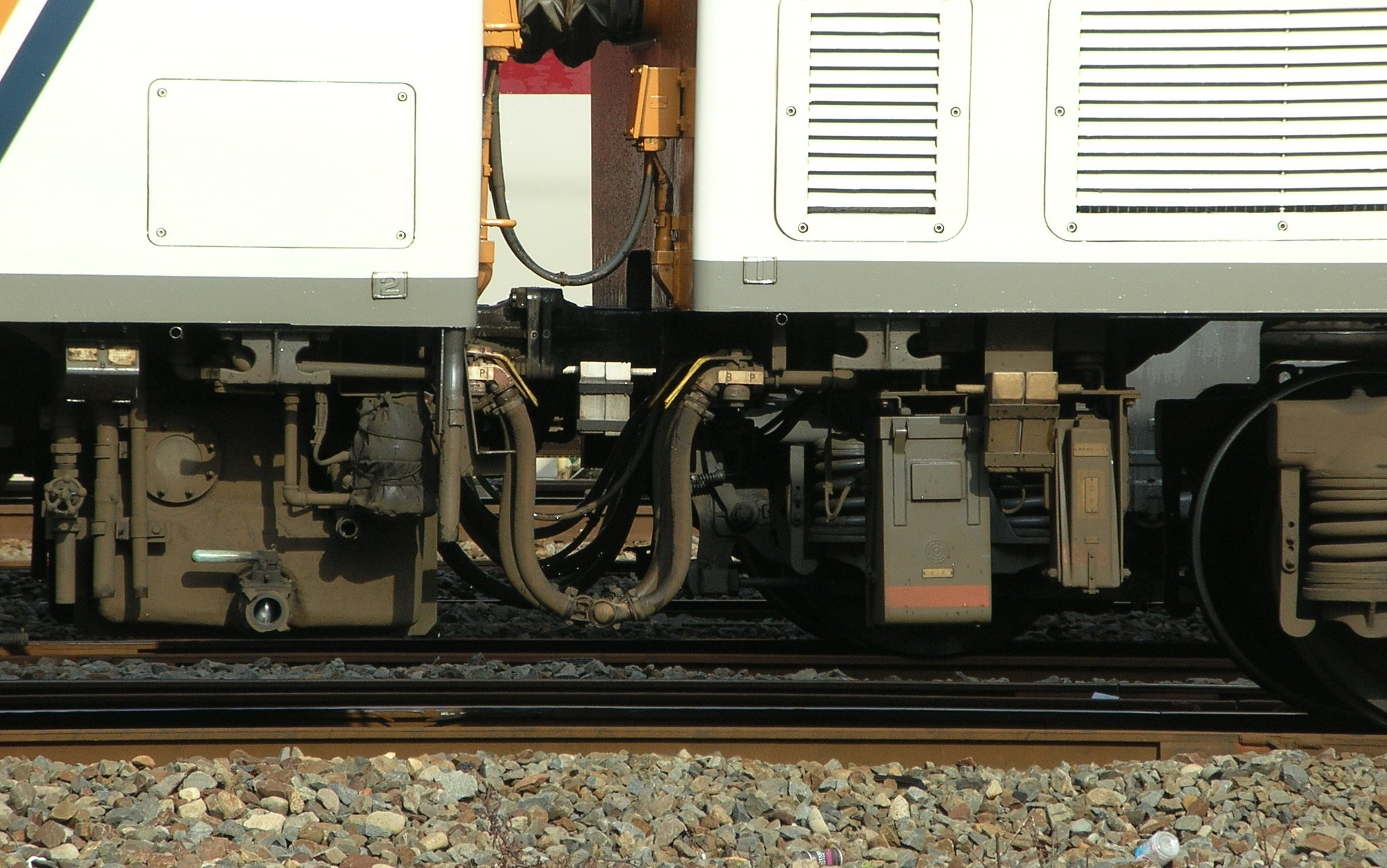
Mc車とT車間の床面高さの違い（更新車）。付随車が50 mm高い。

製造当時の特急車両の主力であった12200系と12400系を基本とした。
10100系では連接構造を採用していたが、この方式では車長が短くなる関係上、編成定員が12200系等のボギー構造の車両と比較して少なく、運用面で不都合が発生していた。また、メンテナンスの上でも連節心皿の保守や工場内における編成および台車の分離組立工程に手間がかかる問題もあった。
これらの諸問題をクリアすることに加え、2階客室のスペースを多く確保するため、30000系ではボギー構造を採用した。それに伴って車体長も全車20,800 mmとされた。
電動車の車体は概ね前年に登場した12400系のデザインを踏襲したが、特急標識・前面行先表示器や尾灯・標識灯の形状は異なったものにしている。また、貫通路上部に2本の筋が入るようになった。この変更は12400系増備車である12410系、12600系、そして12410系の狭軌バージョンである南大阪線向け16010系に踏襲された。運転台直後に車内販売準備室を備えるモ30200形は片側面につき客用扉が1か所、モ30250形は2か所設置となっている。
付随車の車体はダブルデッカー構造ゆえに経年使用による車体の垂下が特に心配されることから、両先頭車と同じく台枠サイドシール（側ばり）を車体全長に渡って通し、車端圧縮荷重を直線の梁で受ける構造をとった。この台枠に吊り下げるように、船形のステンレス製台枠を別に製作のうえ取り付け、階下室とした。なお、車体の剛性改善とばね設計の見直しにより、本系列ではレール面上最小車体高さを10100系の245 mmから15 mm下げて室内空間の増加を図った。付随車の客用扉は車体の中央に1か所設けられ、扉付近は吹き抜けのエントランスホールとしている。なお、全形式とも客用扉は設計当時の近鉄特急車で標準であった2枚折戸である。
付随車の側窓は、座席1列ごとに設けて軽快感と客席の多さをアピールした。寸法は電動車の1,700 mm×750 mmに対して、階上室が840 mm×750 mm、階下室が930 mm×575 mmである。扉付近のエントランスホール部分の窓も客室窓と同一寸法としたが、客室窓から少し離れた場所に位置し、窓内には号車表示器と座席位置案内表示板のユニットを設置した。2階席の側窓上部には飾り小窓を設置して、車体を出来るだけ高く見せるようにした。階下部分には冷房装置の運転に必要な外気取り入れ用グリルが取り付けられているが、寸法を極力階下室の窓に合わせ、またステンレスの地肌のまま取り付けることで窓が並んでいるようにデザインされ、2階建であることを強調した。
車体断面形状は、電動車は12400系と同一であるが、付随車は車両限界一杯まで拡大された。付随車の車体高さは10000系や10100系と同様で、当時の車両限界の制約を受けて4,060 mmである。この付随車と電動車では特に連結面の屋根の段差が激しく、先代のビスタカーと比べて一体感ある流れとはなっていないが、これは2階建車両であることを強調するために、塗り分けも含めてあえて一貫性を否定し、不連続性を前面に打ち出したものである。また、電動車と付随車では連結面の床高さが異なり、両車を見比べると付随車の床面が若干高く設定されているのが判る。電動車の床面高さはレール面から1120 mmだが、付随車はそれより50 mm高い。
塗装は2階建車を強調する理由から10100系のように紺色の帯を編成全体に通すことをやめ、電動車の紺色の帯を連結面手前で斜めにカットし、付随車でビスタカーのイニシャルをアレンジしたVカットラインを描くデザインとした。また付随車の紺色の帯も電動車のそれと比べて幅を狭くしている。付随車の紺色の帯内には「VISTA CAR」のステンレス製の切り文字が貼り付けられたほか、モ30200形の車販準備室部分にも同様の切り文字が貼り付けられた。ただし電動車の場合、文字サイズが若干小さく、貼り付け箇所は山側のみである。

### 車両性能

#### 主要機器

##### 制御器

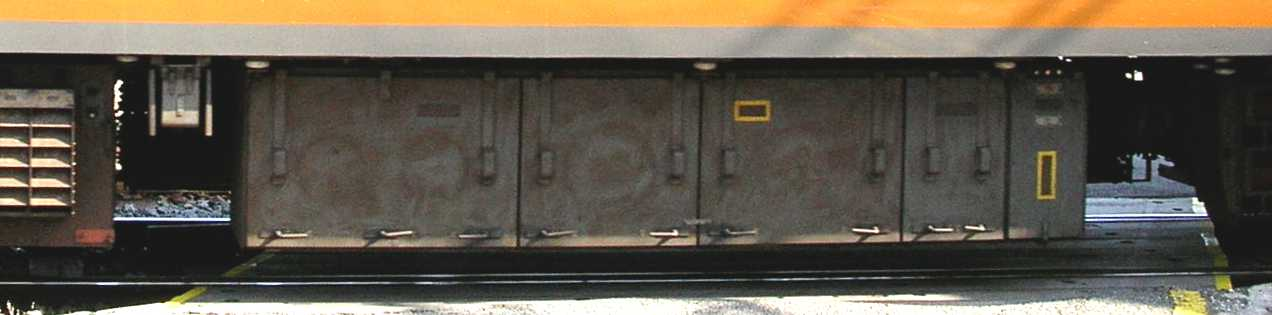
主制御器
三菱電機ABFM-254-15MDHB形

主制御器は基本的には既存の大阪線特急車のシステムを踏襲し、力行23段、発電ブレーキ18段の電動カム軸式自動加速制御器である三菱電機ABFM-254-15MDHBを各電動車に1基ずつ搭載し、各電動車の主電動機2基を永久直列として2群を直並列制御する。
ただし、第6編成から第10編成と第14編成の6編成については、製造コスト低減を目的として、代替廃車された10100系に搭載されていた三菱電機ABFM-168-15MDHを整備・改造の上で流用し竣工している。
| 編成名 | 30201F - 30205F | 30206F - 30210F | 30211F - 30213F | 30214F | 30215F |
| 区分   | 新製            | 再利用          | 新製            | 再利用 | 新製   |

##### 主電動機
主電動機はMT比1:1で青山峠越えを含む大阪線運用に充当されることから、12200系や12400系と同様、端子電圧675 V時1時間定格出力180 kWの三菱電機MB-3127-A3を電動車の各台車に2基ずつ装架し、WNドライブで駆動する。歯数比は従来の大阪線特急車と同様、80:21=3.81である。
これらにより、起動加速度2.5 km/h/s、最高運転速度120 km/h、大阪線大和朝倉駅 - 榛原駅間の33.3 ‰連続上り勾配における均衡速度100 km/h以上を確保している。

##### 台車

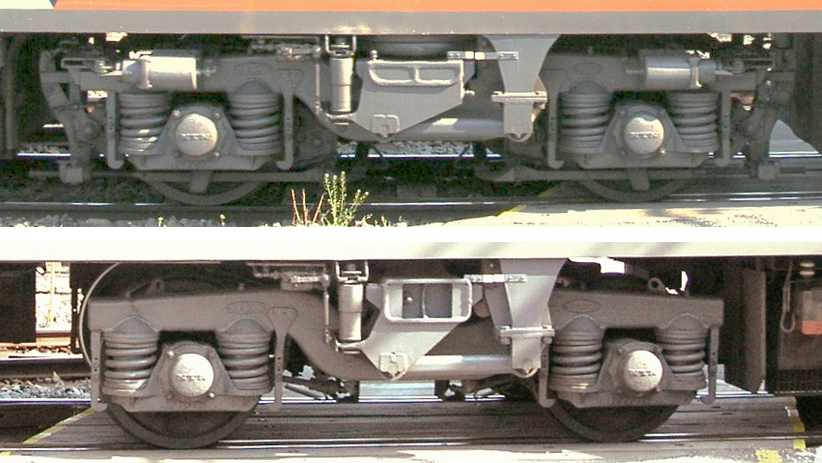
上がMc車のKD83
下がT車のKD83A

台車はいずれも近畿車輛製で、電動車はKD-83を、付随車はKD-83Aをそれぞれ装着する。
いずれも京伊特急用複電圧車であった18200系用KD-63系（1966年）をルーツとし、12000系用KD-68系（1967年）、12200・12400系用KD-71系（1969年 - 1977年）と改良・熟成を重ねてきた、プレス材溶接組み立てによるシュリーレン式円筒案内式車体直結空気ばね台車である。KD-83とKD-83Aは主電動機支持架の有無や基礎ブレーキ装置の構成の他、枕梁周りの寸法が相違しており、重心の高い2階建て車用であるKD-83Aではこれにより枕ばねであるダイアフラム式空気ばねによる車体支持点をKD-83と比べ約200 mm高くすることで、車体のローリング特性の改善を図っている。

##### ブレーキ
ブレーキシステムとして、電動車については制御器による抑速発電ブレーキと連動する、HSC-D発電ブレーキ併用電磁直通ブレーキを搭載する。このため各電動車の床下には、青山峠などの下り33パーミル連続勾配区間などで抑速発電ブレーキを常用することから、通常の抵抗制御車と比較して大容量の抵抗器を搭載している。台車の基礎ブレーキ装置は車輪の踏面を前後からブレーキシューで締め付ける両抱き式である。
一方付随車はHSC電磁直通ブレーキを搭載し、台車の基礎ブレーキ装置は車輪間の車軸中央に搭載されたローターをブレーキパッドで挟み込んで運動エネルギーを摩擦熱に変換する、ディスクブレーキである。
なお、12200系などと同様に将来の120 km/h運転を想定し、ブレーキ制御圧切り替え装置を搭載している。

##### 集電装置
集電装置は、近鉄特急では初採用となる東洋電機製造PT4811-A-M下枠交差式パンタグラフが電動車に2基ずつ搭載されている。これらは当時のセクション区間長の制約から、高圧母線を引き通していないため、個別に集電する。

##### 補機
補機関係は、本来付随車に取り付けるべきものが、ダブルデッカー車では床下まで客用スペースに取られることから、10100系では付随車である2階建車両への搭載とはならず、隣り合う電動車（モ10300形）に搭載されていた。しかし30000系では2階建車への搭載が実現され、このため電動車は床下スペースを抵抗器等で装備することが可能となり、前述のように12400系と同等の走行性能を確保することが可能となった。2階建車への補機設置は、車高の高いT車の重心を下げる役割も担っている。
電動発電機（日立製作所HG-634-Erb。AC 120 kVA）はサ30150形に、空気圧縮機（三菱電機C-2000）はサ30100形にそれぞれ集約分散搭載されている。

#### その他機器

##### 空調装置

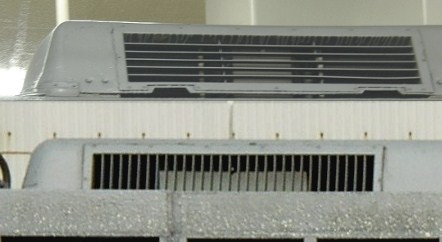
海側と山側で異なる桟の方向

空調装置は、電動車は冷凍能力4,500 kcal/hの東芝RPU-1511ユニットクーラーを6基、それに三菱電機が開発した熱交換器（ロスナイ）2基を屋根上に搭載している。付随車は1階席前後の床下に設けられた機械室に冷凍能力10,000 kcal/hの東芝RPU-3051を各機械室あたり2基ずつ計4基を搭載して、2階客室へはダクトで荷棚下の風道に冷風を送る設計である。
両先頭車屋上のクーラーキセの桟は、海側と山側では向きが異なり、海側が縦、山側が横向きとなっている。

### 車内設備

#### 客室

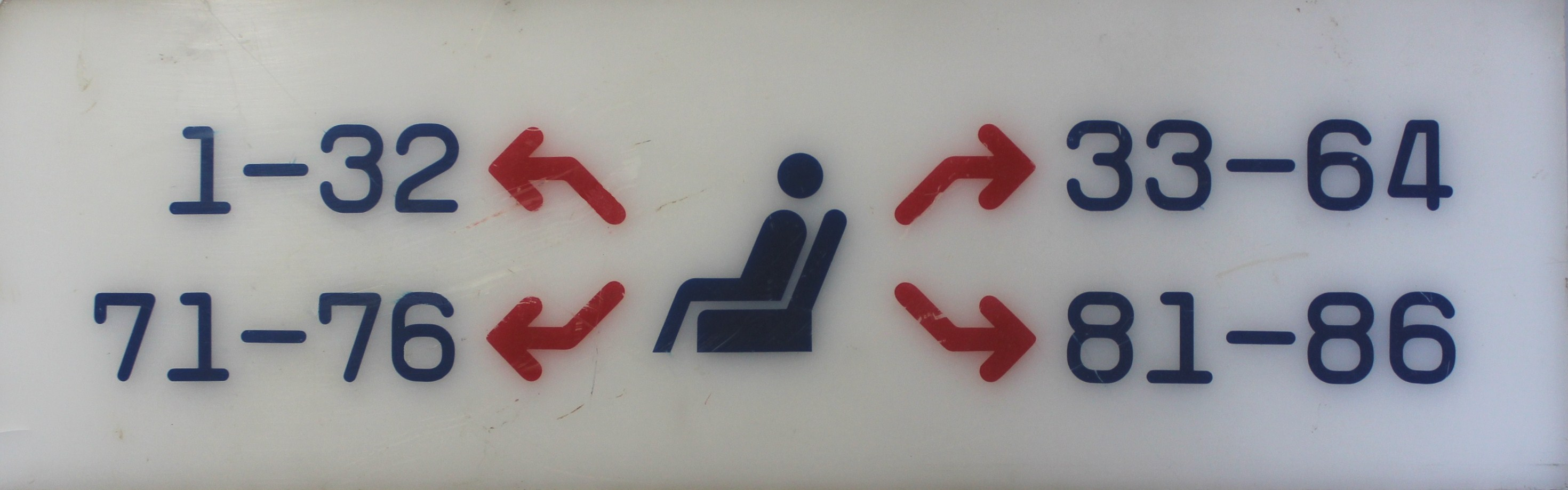
T車出入口付近に提示されていた座席位置案内表示板

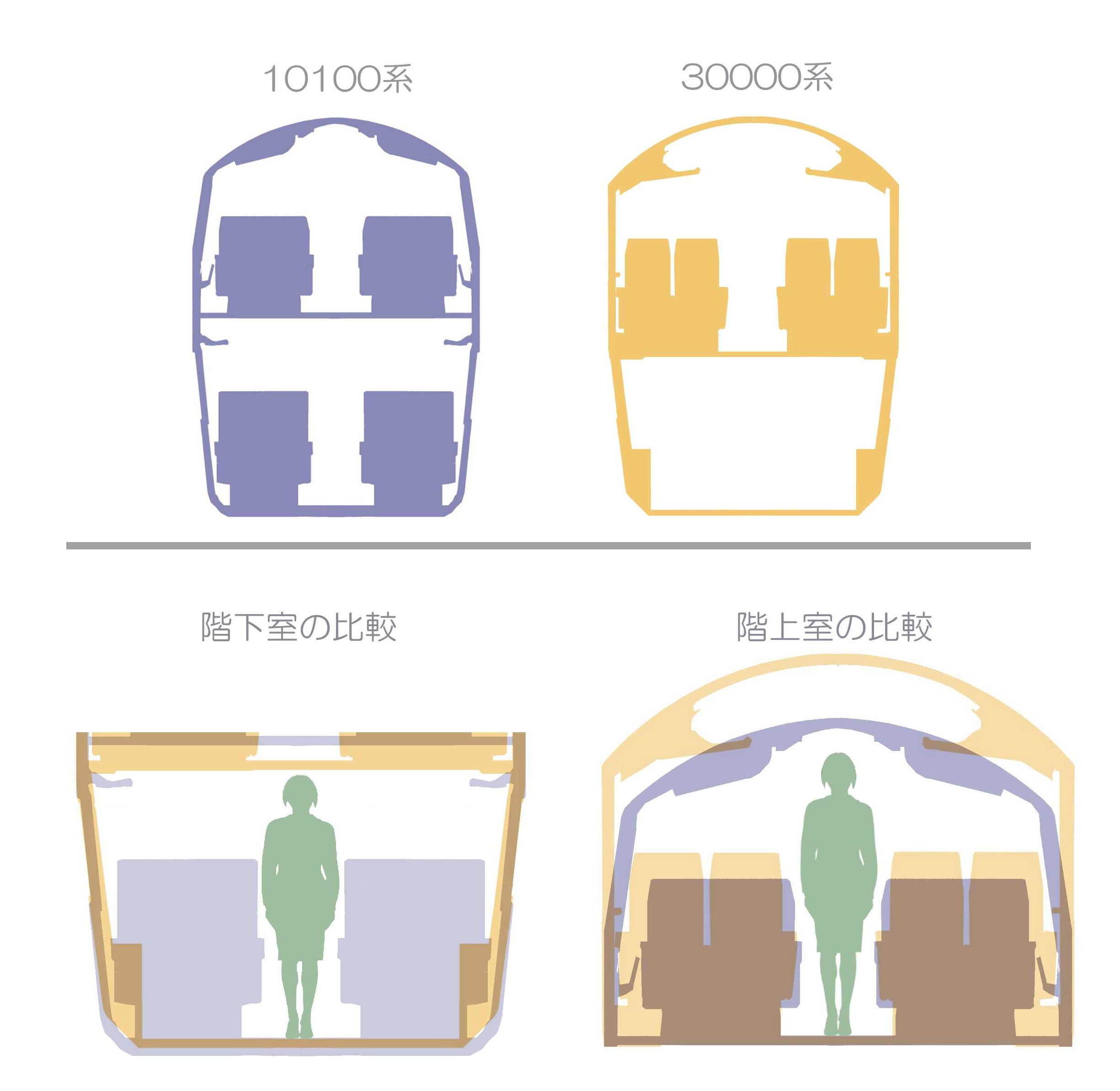
10100系と30000系との車内空間の比較

2階席の居住性を重視し、10100系よりも居住空間を広く取り、天井の高さを2.18 mとして乗客に窮屈な印象を与えないようにした。その分、階下席は高さを思い切って低く抑え、通り抜けができないセミコンパーメント調とした。
フラット車であるMc車の内装は12400系に準じており、「くつろぎのサンシャイン」というテーマを設定して、オレンジ色モケットの座席をはじめ、明るい色調を採用した。階上室はテーマを「さわやかな高原」として、座席モケットを緑色とした。階下席は6人掛けのソファーで、配色は「海のファンタジー」をテーマとして青色とした。階下席には当時禁煙車に指定されていなかった関係で窓際のテーブルに灰皿が設置された。また、階下席では壁に横長の鏡を設置して部屋の圧迫感を和らげている。この部屋の蛍光灯カバーは角を丸め、乗客が頭を打ってけがをしないように配慮した。床材も12400系同様で通路方向に3本のストライプが入る。ただし階下席とエントランスは小石柄のアームストロング材を使用している。また、T車は客用扉を車両中央に設けたために客室が前後に分かれているが、仕切り壁と扉をガラス張りにして見通しを良くし、T車全体があたかも一つの部屋に見えるようにした。このガラス扉にはセラミック加工の横縞模様が入る。荷物棚も透明ガラス製を採用することにより、客室の開放感演出に一役買っている。その一方で、両先頭車に連絡する連結面側の仕切扉は緑色の目隠し式で窓がない。階上室の扉は屋根の半径がきつい関係で両開き式である。デッキの乗降扉の色はMc車がオレンジ、T車が緑として、客席の雰囲気に合わせている。扉は2枚折戸で内側に開くために、可動部の床の色を変えている点は在来車と同様である。妻壁には階下席を除き、「奈良大和路」「伊勢志摩」のイラストが入っている。
客室カーテンの模様も12400系を踏襲してロイヤルラインとされたが、階上、階下席ではベースカラーが異なる。カーテンタッセルは本系列よりU字状のアルミ鋳物形状となり、溝へカーテンを挟み込む方式に変更された（階下席は従来通り帯で束ねる）。窓柱部分には当時の近鉄特急車内でお馴染みであった飾り造花が4窓おきに据え付けられた。そのほかに、T車エントランスの窓にも飾り造花が据え付けられた。
照明は、T車の入り口天井照明には奈良・春日大社の灯籠からイメージを得た模様を入れている。また、T車2階客席の荷物棚に繋がる蛍光灯カバーは和紙調にデザインされた。この蛍光灯カバーからは、蛍光灯の光に加え、天井の飾り小窓から取り入れた自然光を合わせた二重の光が放たれる。夜間になると、この蛍光灯から発する光で飾り小窓が淡く発光する。天井照明は荷物棚の奥に蛍光灯を設けてドーム状の天井を照らす間接照明とした。Mc車は12400系と同様の照明である。
定員は両先頭車が120名、階下席が24名、階上席が128名で、観光列車として階上席重視の考え方が現れている。階上席の定員を多く確保するため、Mc車とT車を連絡する階段はMc車側に設けられたほか、T車間は2階客室同士の連絡として、T車の中央部に乗降扉を設けている。

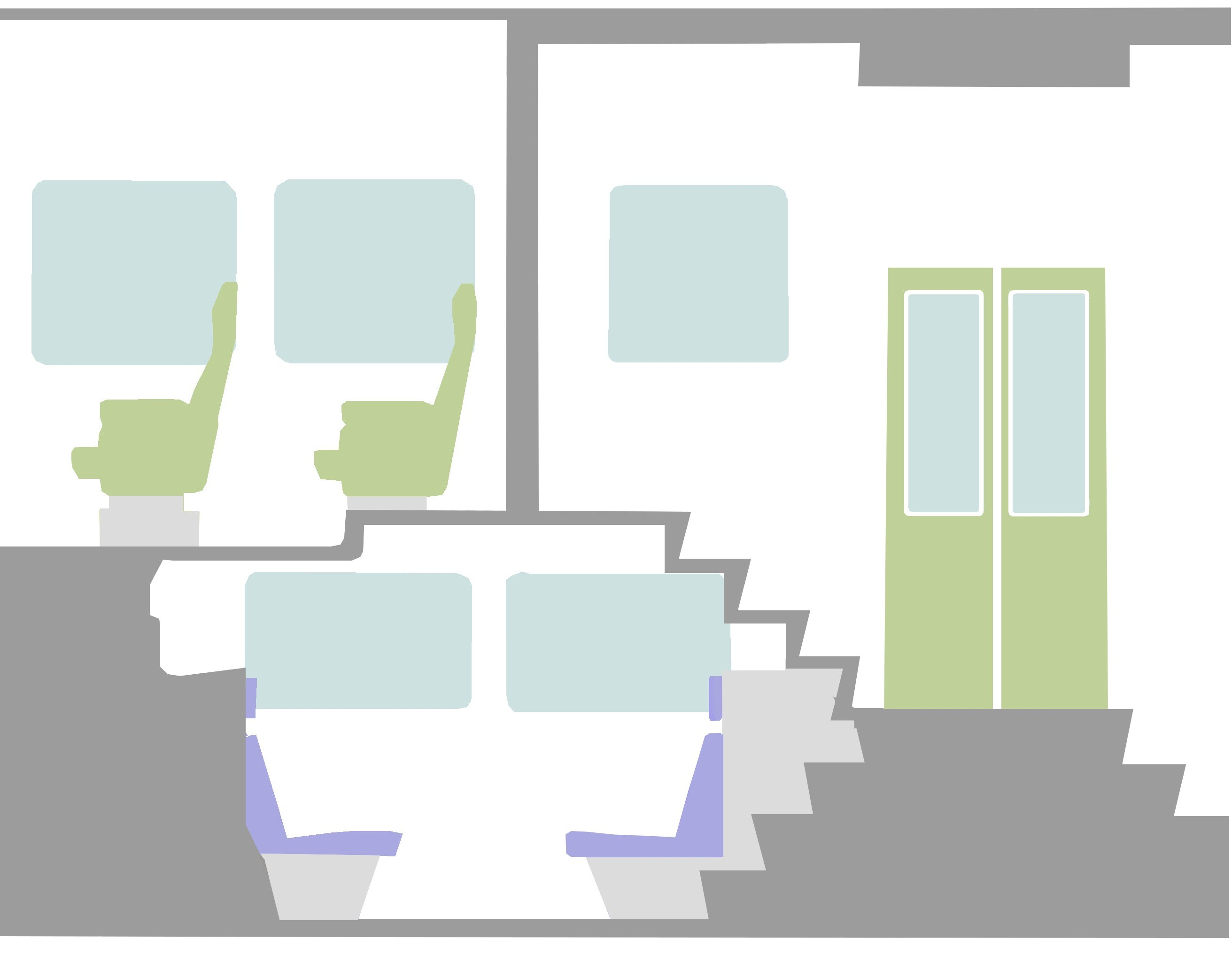
階下室の真上に位置する階上席が回転不可の理由

車内の号車表記はMc車が従来通りの札差し込み式、T車は新採用の反転式翼式表示器を使用したが、これは本系列以外に普及しなかった。エントランスには乗客が4室に分かれた客室を探す際に迷わないよう、ドア上部に座席案内板を設けた。

##### 座席
座席は階下席を除いて偏心回転スライド式リクライニングシートを採用している。ただし、階下席は天井の圧迫感を与えないよう天井高さを上げているため、この部分の2階客室は床が1段高くなり、ここに位置する座席は回転できない。さらに階上席の連結面側の客室末端4座席、およびモ30200形のトイレ寄りの客室末端4座席も回転不可である（30214F・30215Fのモ30200形の連結面寄りの座席は回転可能）。したがって編成あたりでは階下席を除いた回転不可の座席は36席存在する。進行方向によっては見知らぬ人同士が向かい合うことになり、乗客のニーズとミスマッチする一面もあった。座席ピッチは980 mmである。ただし、階上席のエントランス側の客室末端8座席の間隔は1,030 mmと若干広い。階下室のソファは座面高さを低くすることで、1,650 mmの天井の低さを実感させないように配慮された。

#### 化粧室
トイレは、両Mc車連結面側に和式1か所と独立した洗面所が設けられている。洗面室は3面鏡の両サイドの鏡に蛍光灯が埋め込まれた。給水方式は足元ペダルを踏むと蛇口から水が流れ出る当時の標準的なタイプであった。床はモザイクタイル張りとした。床下は機器で余裕がないため、水タンクは床上設置としている。処理は貯蔵タンク式である。

#### 車内販売準備室
モ30200形の運転台の直後に設けられた。給湯設備がある点や基本的な構造は12400系と同様である。当系列は階段があるために車内販売はワゴンを使用せず、籠に商品を入れて客室を巡回した。

### 編成
MT比2M2T（電動車2両・付随車2両）の4両編成で、大阪側からモ30200形 (Mc1) - サ30100形 (T1) - サ30150形 (T2) - モ30250形 (Mc2) の順に組成される。このうち、中間付随車2両が2階建て車両となる。
| 大阪・京都発着編成 名古屋発着編成 | ← 近鉄難波・上本町・京都近鉄奈良・橿原神宮前・賢島・鳥羽・近鉄名古屋 → ← 賢島・鳥羽・宇治山田近鉄名古屋 → | ← 近鉄難波・上本町・京都近鉄奈良・橿原神宮前・賢島・鳥羽・近鉄名古屋 → ← 賢島・鳥羽・宇治山田近鉄名古屋 → | ← 近鉄難波・上本町・京都近鉄奈良・橿原神宮前・賢島・鳥羽・近鉄名古屋 → ← 賢島・鳥羽・宇治山田近鉄名古屋 → | ← 近鉄難波・上本町・京都近鉄奈良・橿原神宮前・賢島・鳥羽・近鉄名古屋 → ← 賢島・鳥羽・宇治山田近鉄名古屋 → | ← 近鉄難波・上本町・京都近鉄奈良・橿原神宮前・賢島・鳥羽・近鉄名古屋 → ← 賢島・鳥羽・宇治山田近鉄名古屋 → | ← 近鉄難波・上本町・京都近鉄奈良・橿原神宮前・賢島・鳥羽・近鉄名古屋 → ← 賢島・鳥羽・宇治山田近鉄名古屋 → | ← 近鉄難波・上本町・京都近鉄奈良・橿原神宮前・賢島・鳥羽・近鉄名古屋 → ← 賢島・鳥羽・宇治山田近鉄名古屋 → | ← 近鉄難波・上本町・京都近鉄奈良・橿原神宮前・賢島・鳥羽・近鉄名古屋 → ← 賢島・鳥羽・宇治山田近鉄名古屋 → |
| 形式                              | モ30200形 (Mc1)                                                                                           | サ30100形 (T1)                                                                                            | サ30150形 (T2)                                                                                            | モ30250形 (Mc2)                                                                                           | | | | |
| 搭載機器                          | ◇,CON,◇                                                                                                   | CP | MG | ◇,CON,◇                                                                                                   | | | | |
| 自重                              | 45.0 t | 40.0 t | 41.0 t | 45.0 t | | | | |
| 定員                              | 60 | 76（2階…64 1階…12）                                                                                       | 76（2階…64 1階…12）                                                                                       | 60 | | | | |
| 車内設備                          | 洗面室・トイレ 車内販売準備室                                                                             | ダブルデッカー                                                                                            | ダブルデッカー                                                                                            | 洗面室・トイレ                                                                                            | | | | |

- 形式欄のMはMotorの略でモーター搭載車（電動車）、TはTrailerの略でモーターを搭載しない車（付随車）、Mcのcはcontrollerの略で運転台装備車（制御車）。
- 搭載機器欄のCONは制御装置、MGは補助電源装置、CPは電動空気圧縮機、◇はパンタグラフ。
- 編成定員は272名（12400系と比較して8名増加）。

#### 30000系と他系列編成との連結位置
本系列は両先頭車が共に電動車であり、それぞれの車両がパンタグラフを2基ずつ搭載していたことから、他系列編成と連結する際は、原則的に他系列が本系列の難波寄りに連結され、運転台側にパンタグラフを搭載する車両同士が隣接しないように運用されていた（18200系はパンタ搭載位置が異なるため伊勢寄りに連結された。12410系は難波、伊勢寄りのどちらにも連結可）。つまり、モ30200形と他系列が連結されることになるが、これは運転台側にパンタグラフのある電動車同士が連結されるとパンタグラフが極端な隣接配置となり、押し上げ力過剰で架線に悪影響を及ぼす危険性があったことへの対策であった。
|      |  | ← 近鉄難波・京都鳥羽・賢島・近鉄奈良 → |         |   |         |         |         |         |
|      |  |                                        |         |   |         |         |         |         |
| 号車 |  | 1                                      | 2       |   | 3       | 4       | 5       | 6       |
| 形式 |  | モ18400                                | ク18500 | - | モ30200 | サ30100 | サ30150 | モ30250 |

|      |  | ← 近鉄名古屋鳥羽・賢島 → |         |         |         |   |         |         |
|      |  |                          |         |         |         |   |         |         |
| 号車 |  | 1                        | 2       | 3       | 4       |   | 5       | 6       |
| 形式 |  | モ30250                  | サ30150 | サ30100 | モ30200 | - | ク12300 | モ12200 |

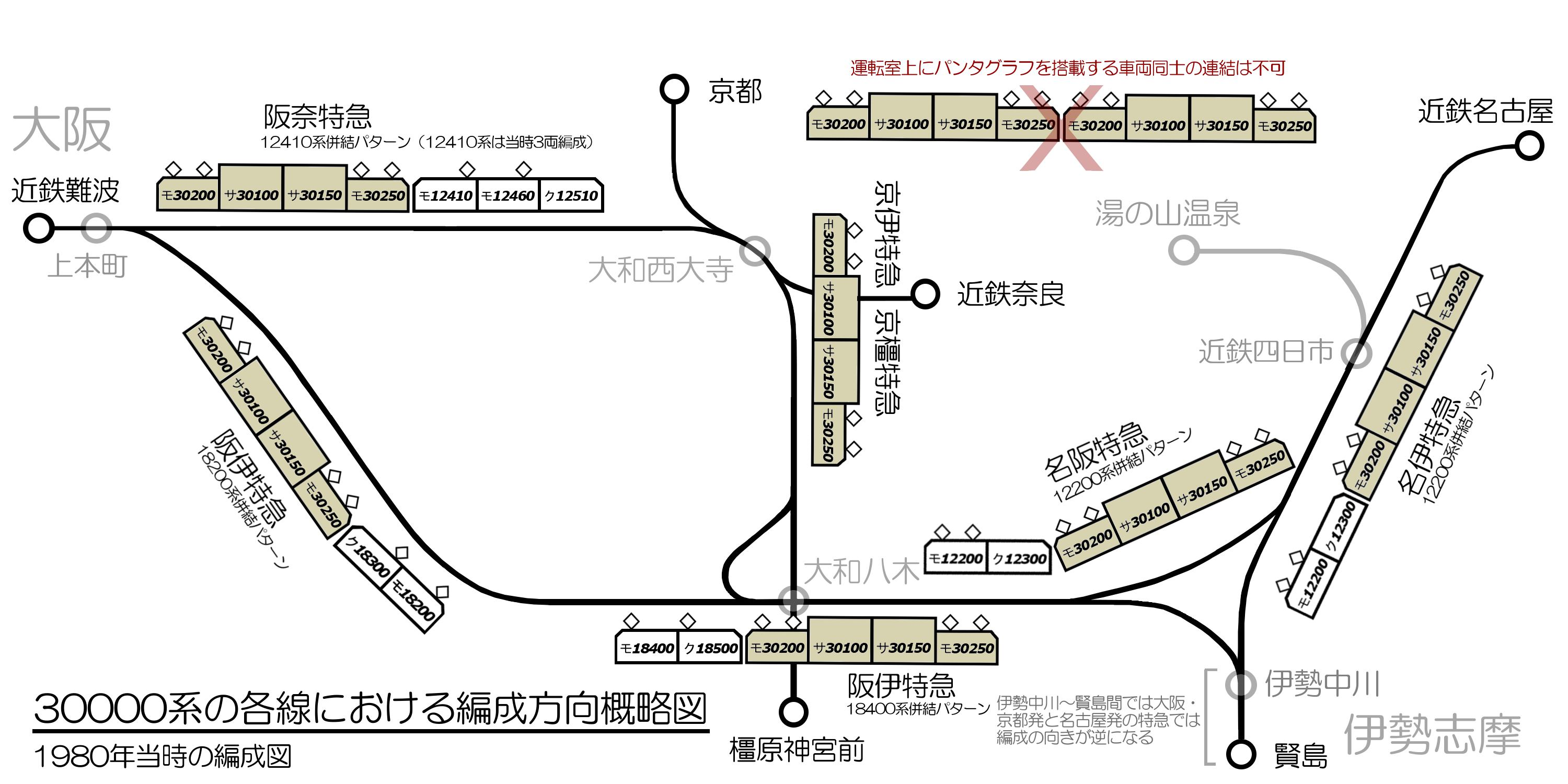
30000系の各線における編成の向きと、他系列編成との連結位置を示した図

- 号車番号は現在と異なり、大阪・京都・名古屋側が1号車となるように設定されていた。
- 名阪特急に充当される場合は大阪側がモ30200形、名古屋側がモ30250形となるため、大阪側に他系列が連結される。

### 増備車
1978年暮れから1985年にかけて、4次にわたって製造された。1次車 (30201F - 30207F) と1979年7月竣工の2次車 (30208F - 30213F) は同一の構造となっているが、1980年7月竣工の3次車 (30214F) はMc車の屋根上に連続形の歩み板が海側に設けられた。また、母線および母線過電流継電器が設置された。さらに30213Fまでは回転できなかったモ30200形の連結面寄りの客室末端4座席が回転可能となった。
1985年3月竣工の4次車 (30215F) は3次車の竣工から4年半が経過しているため、マイナーチェンジが施されている。モ30215は当初から車販準備室とトイレ部のすりガラスが省略された。またこの頃、線路設備等の改良により車両限界が拡大されたことによって、中間T車は天井の中央部に冷房ダクトを2本追加して屋根に段が付き、車体高さを4,140 mmに引き上げた（のちのビスタEXと同じ高さ）。また、乗務員室の環境を改善するために前後スペースを拡大した。このために乗務員室扉が客室側に60 mm移動した。階下席では奥行きが100 mm拡大され、2,070 mmとなった。座席のリクライニング機構は2段階式から無段階式フリーストップタイプに改められた。客室妻壁の伊勢志摩・奈良大和路のイラストは採用されなかった。Mc車の屋根上に連続形の歩み板が海側に設けられ、母線および母線過電流継電器の設置、またモ30200形の連結面寄りの客室末端4座席が回転可能となった点は30214Fと同様である。

### 改造
1988年3月から実施された最高速度120 km/h対応工事が全車に施工された。具体的にはパンタグラフの3元ばね化、ブレーキシリンダーの圧力変更にともなう制動能力向上、抵抗器の容量アップ、ATS上限速度の変更等である。
1990年11月18日に30214Fが高安車庫留置中に放火に遭い、復旧に際して妻壁イラストを廃止、座席の無段リクライニング化、機器の一部新製を行なった。
1980年代後半からトイレ、車販準備室のすりガラス窓を埋める工事が一部編成で施工された。
車体更新を控えた30207Fが踏切事故でモ30257の制御器を破損し、復旧に際して18400系18410Fを1996年3月付で廃車としたうえで制御器の転用取り替えを行なった。この時期は10100系から流用した制御器の老朽化が顕著になっていたこともあって、この30207Fを皮切りに流用車の取り換えが他編成にも及んだ。制御器の提供元には、18400系のほか、12200系も加わった。

## リニューアル車（ビスタEX）

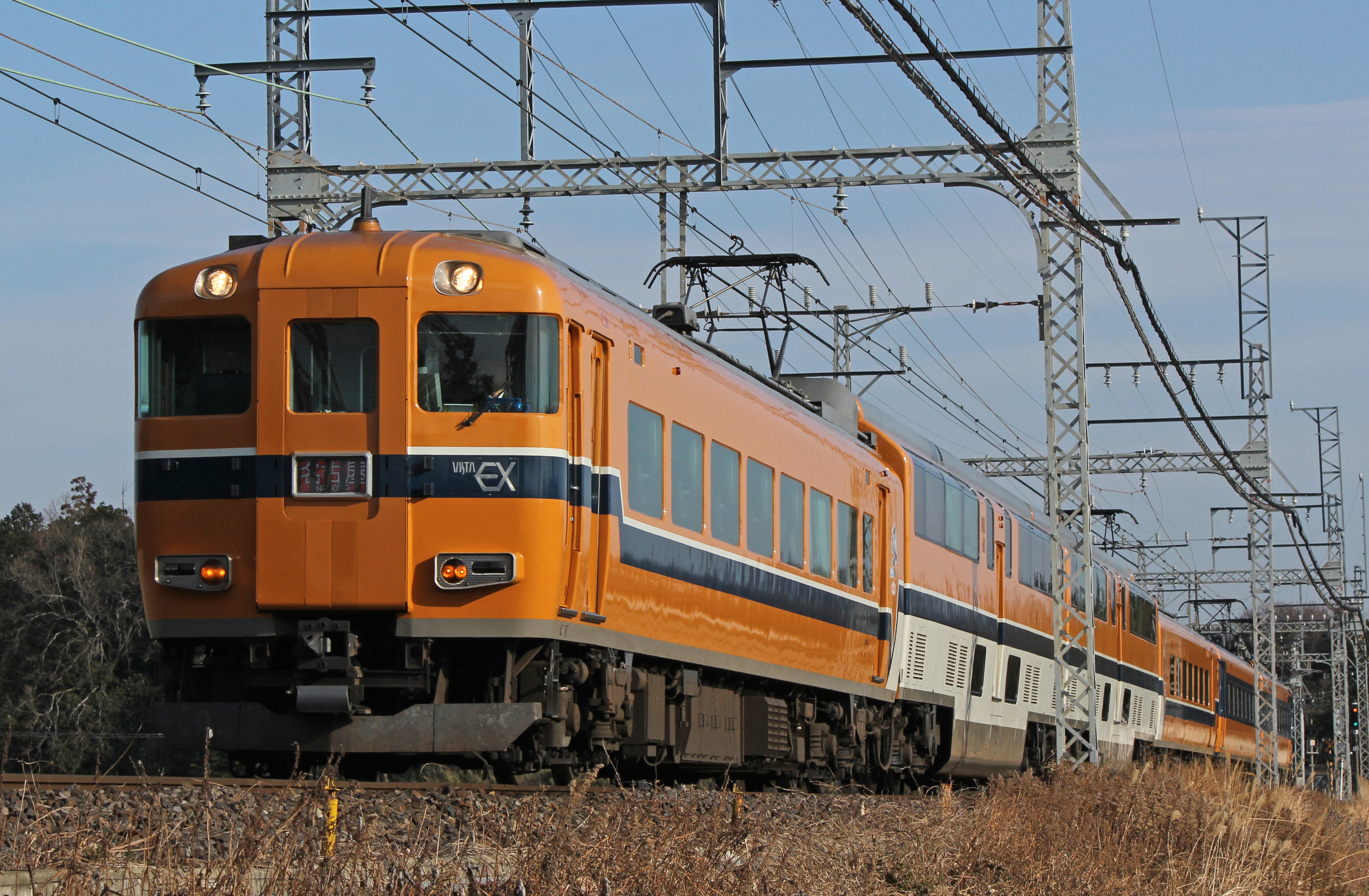
更新車。旧塗装

### 概要
後継である22000系「ACE」、23000系「伊勢志摩ライナー」が登場し、これら後発の特急車より車内設備の見劣りが顕著になったことや折しも竣工から約18年が経過して車体更新時期に差し掛かったため、1996年（平成8年）から2000年（平成12年）にかけて大幅なリニューアルが実施されることになった。
改造の検討は1994年から開始された。汎用特急に埋没していた本系列をリゾート特急として蘇らせることになり、それにふさわしいデザインを目指すことになった。リニューアルコンセプトを「ビスタカーの魅力の再発見」、デザイン上のキーワードを「Elegance & Resort」とした。
改造にあたり、新造車並みにデザインチームを立ち上げ、スタッフには昨今の近鉄車両の内装デザインを手掛けている山内陸平をはじめ、近畿車輛、近畿日本工機（現・近鉄車両エンジニアリング）、五位堂検修車庫（工事総括部門）が参加し、約1年間の議論を行ったうえで上述のコンセプトを設定し、改造工事に着手した。
改造工事は高安検修センターにて実施されたが、規模の大きい改造であるため、最初に施工される30201Fのみ近畿車輛徳庵工場まで移送の上、メーカーによる協力の下、綿密な工事を行った。

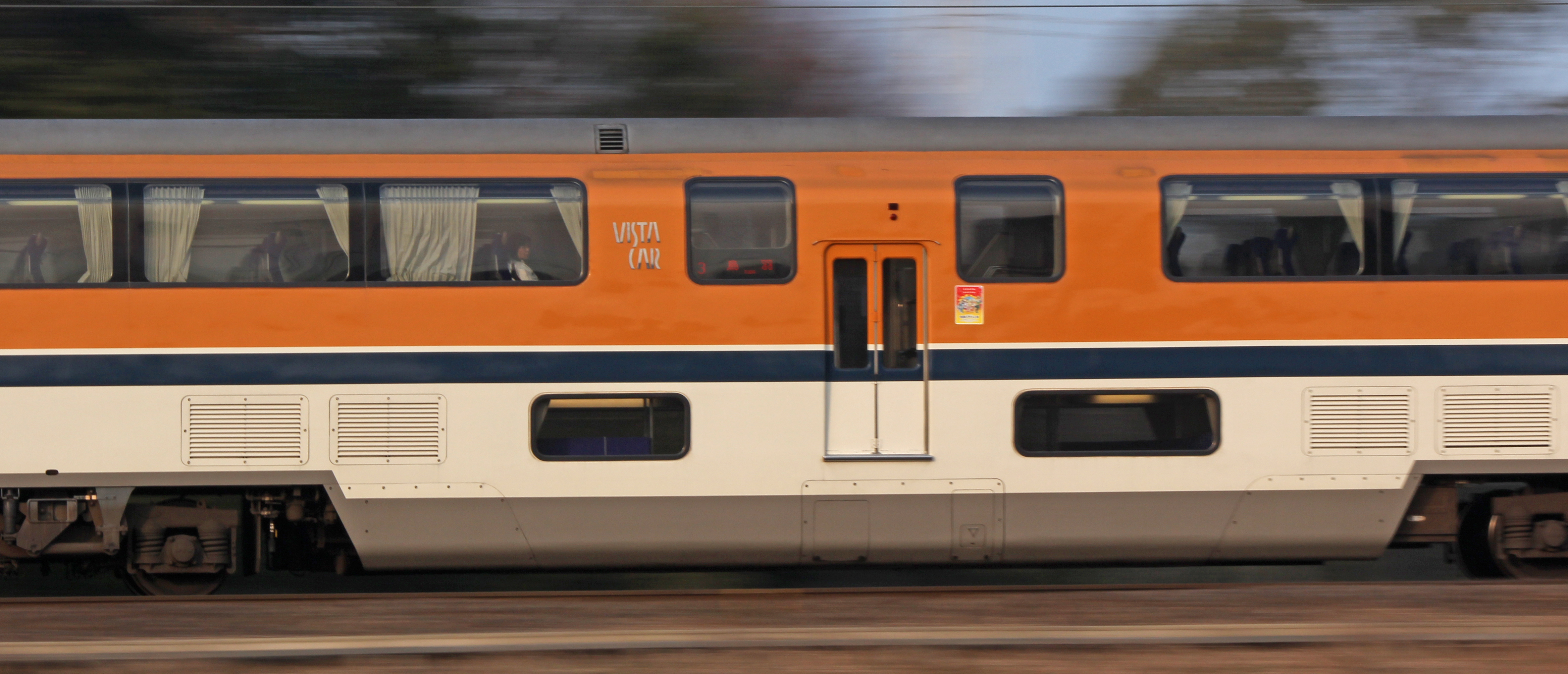
更新車ダブルデッカー部分
構体の上半分を取り替える大掛かりな改造を受けた

リニューアルに際し、愛称を「ビスタEX（ビスタ・エックス、Vista EX）」に変更した。EXの由来は下記の単語の接頭語である。
- Expectant（期待の）
- Exciting（興奮する）
- Excellent（優秀な）
- Exceed（凌駕する）
- Expansive（広々とした）

### 「ビスタEX」化改造

#### 外観
先頭車前面の行先表示器は、細くなった帯幅に合わせる形状となり、「特急」ロゴが省略された。10100系から流用した主制御器を装備する30206F - 30210F、30214Fについては12200系や18400系の廃車発生品に交換している。T車出入台横には20000系に準じたVISTA CARのステンレスロゴタイプが貼り付けられた。また、Mc車正面右側にはVISTA EXのロゴタイプが貼り付けられた。
2階建中間車は2階部分を新製し、天井部分と床部分をかさ上げ、側窓は従来ハーモニカと称された小窓が連続していたところを、天井部の明かり窓と一体化した曲面ガラスに取り替え、また縦さんを黒色仕上げとしている。この改造により、中間車の車体断面寸法を20000系「楽」に準ずる横2,800 mm×高さ4,140 mmとしている。
塗装は従来のアスカオレンジをベースにネイビーブルーの帯を引き続き採用したが、従来T車に配していたVカットラインはMc車の連結面寄り側壁に変更し、ネイビーブルー帯上部にエレガントホワイトの帯を追加した。また、車体裾部にはエレガントグレーの帯を配した。Mc車のT車寄り側面には、志摩スペイン村のキャラクターが描かれている。
竣工時より母線引通しがあった30214F・30215F以外は編成内に母線を新たに引通し、母線過電流継電器を設置したうえで、Mc車の運転台側のパンタグラフを撤去し、連結面側1基搭載とした。パンタグラフの母線引き通しは保安上の理由もあり従来は30 m以内となっていたが、これが50 m以内に緩和されたことから可能になったものである。車体更新前はパンタグラフが接近しすぎるという理由で、賢島寄りには他系列編成の増結が出来なかったが（大阪・京都発着編成の場合）、この改造により増結が可能となった。また、Mc車海側の歩み板（ランボード）の長さが変更され、30202Fから30204Fまでが車両全長に渡り、30205F以降はヒューズ箱付近でカットされた。また、30201Fのみランボードは無改造とされた。山側はこれまで通り、短めのタイプである（運転台側ランボードは撤去）。
原型車ではMc車とT車の屋根段差が激しかったが、リニューアルに際してT車の屋根がかさ上げされたことに伴い、編成全体の一体感を出すために大型のカバーを取り付けた。

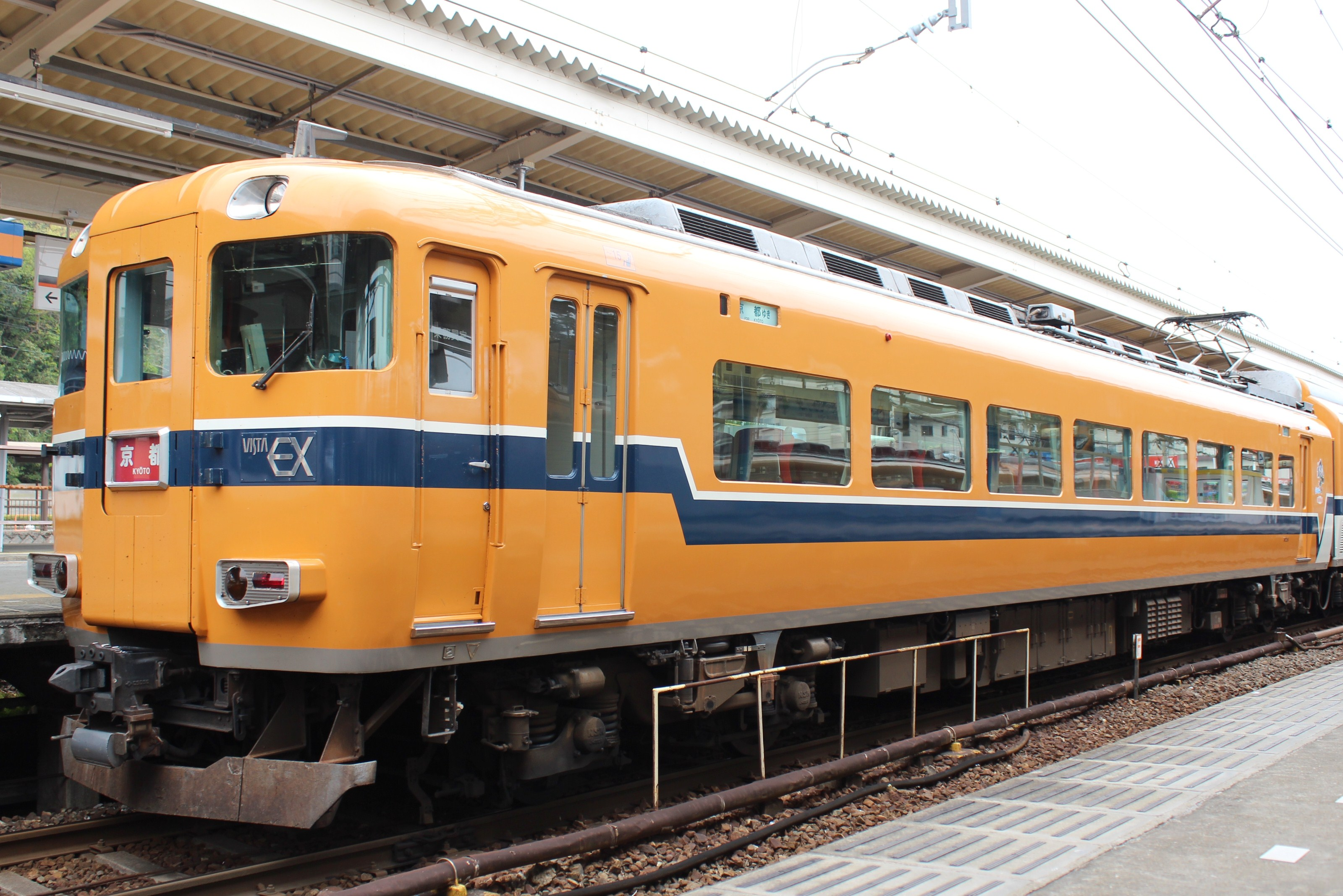
モ30250形
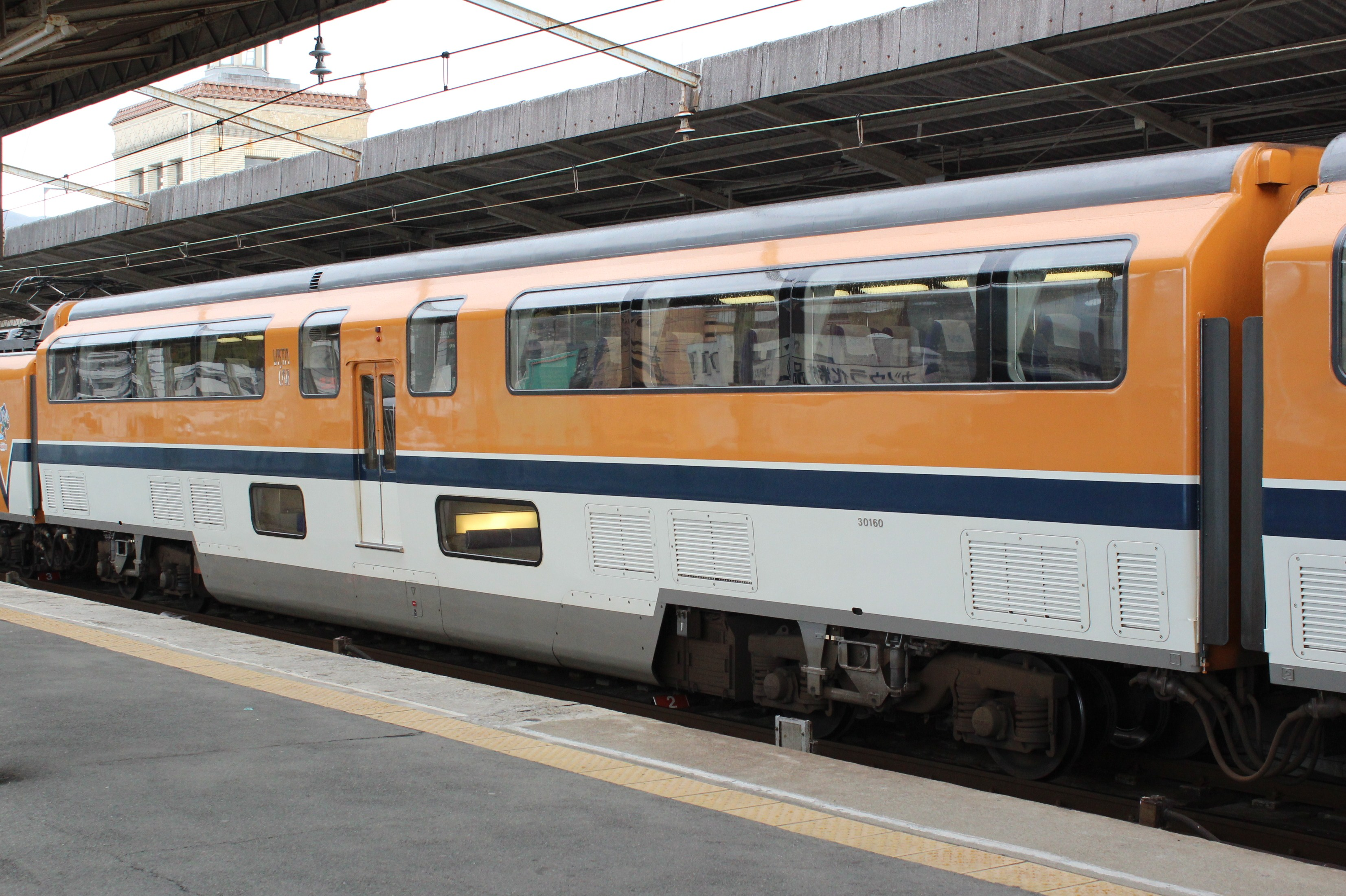
サ30150形
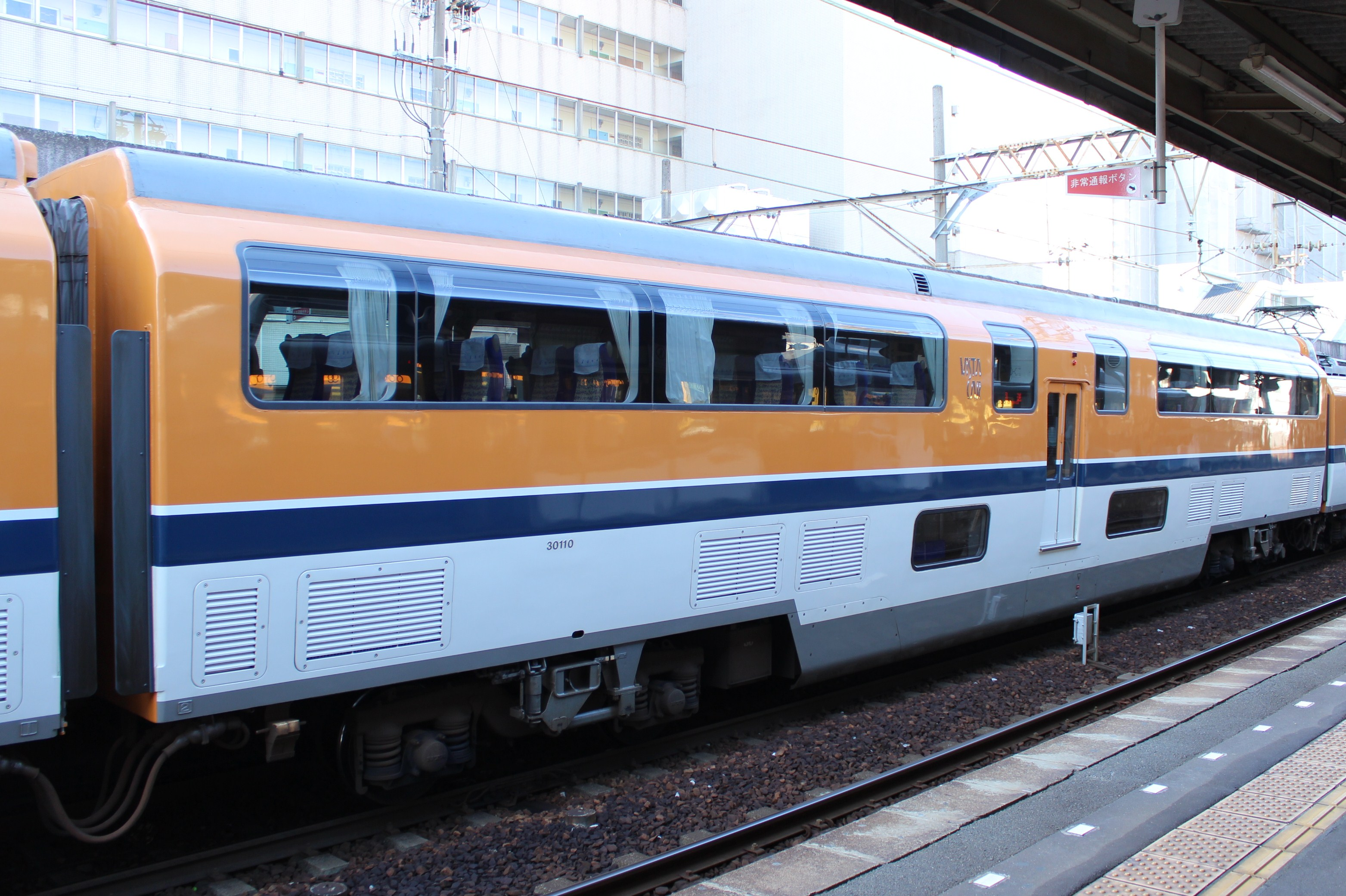
サ30100形
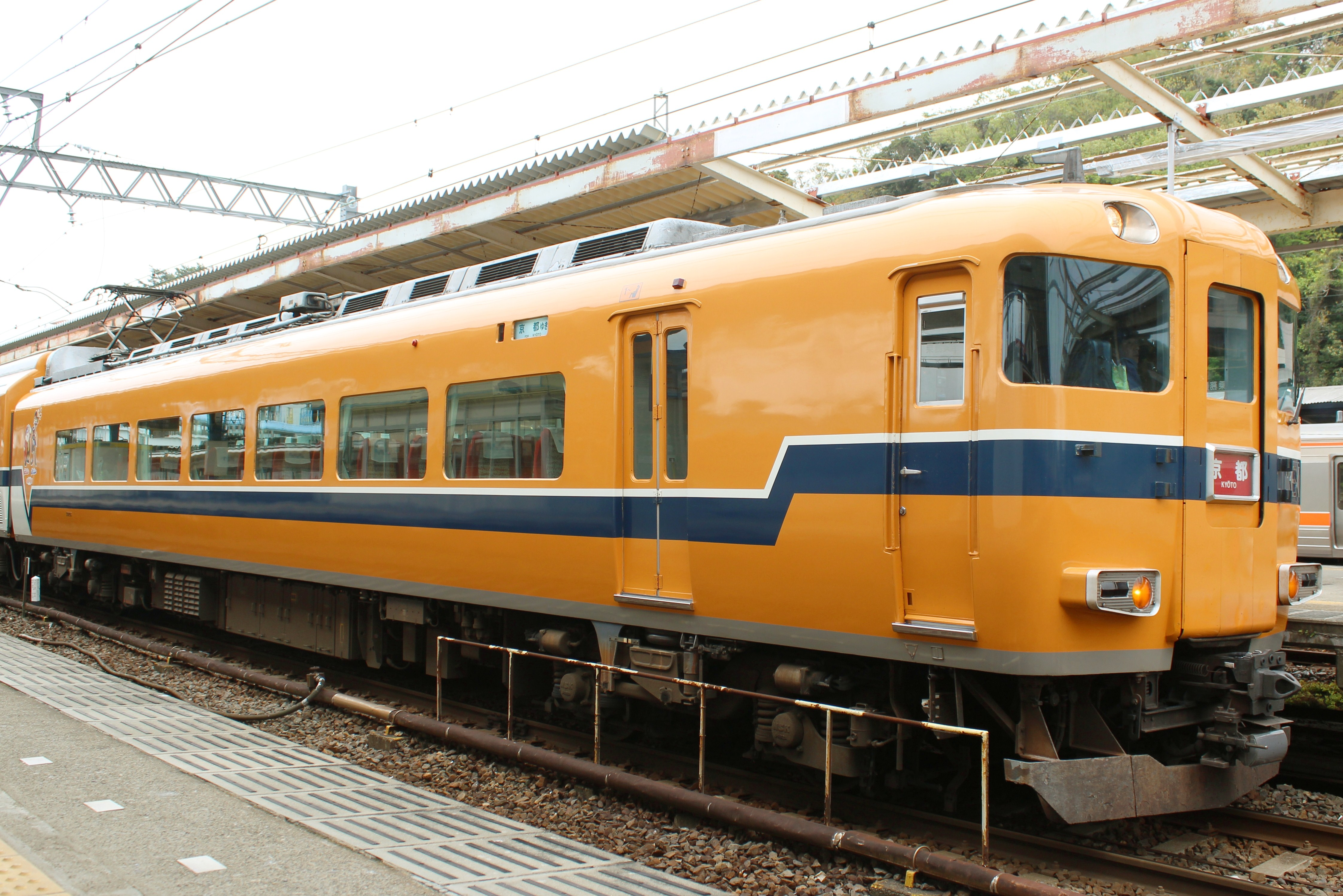
モ30200形
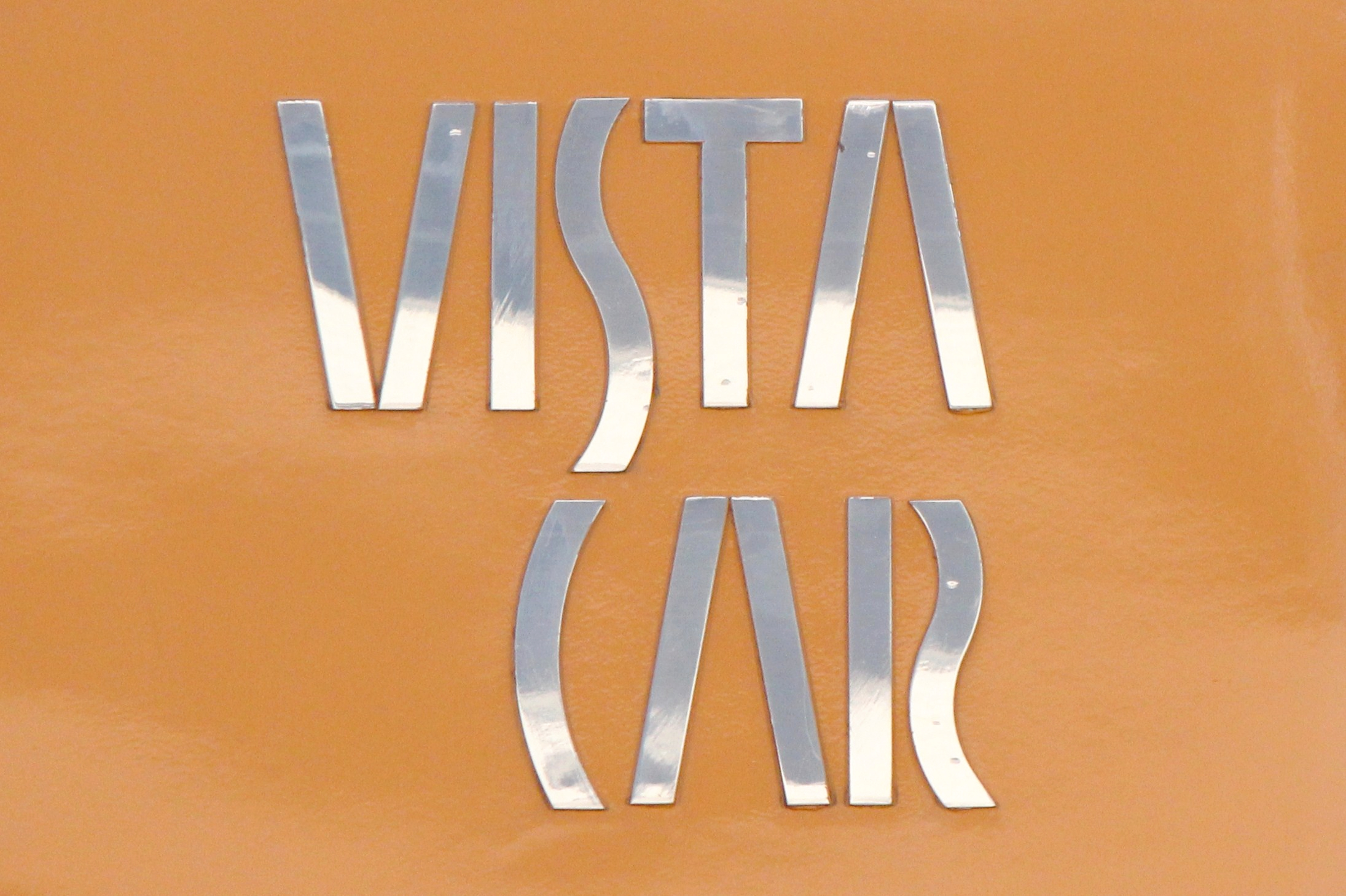
ビスタカーのロゴ
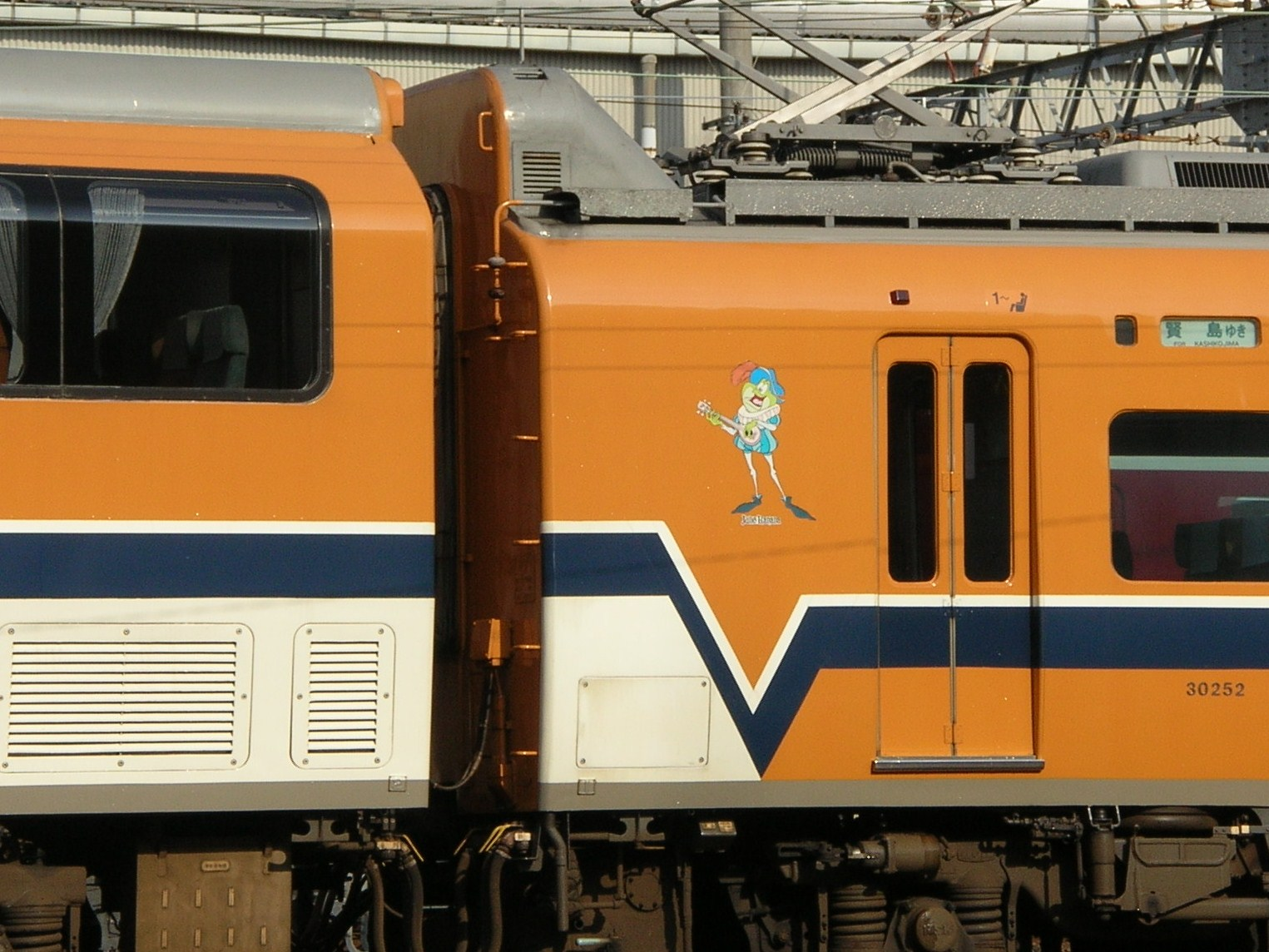
Mc車に移設されたVカットライン
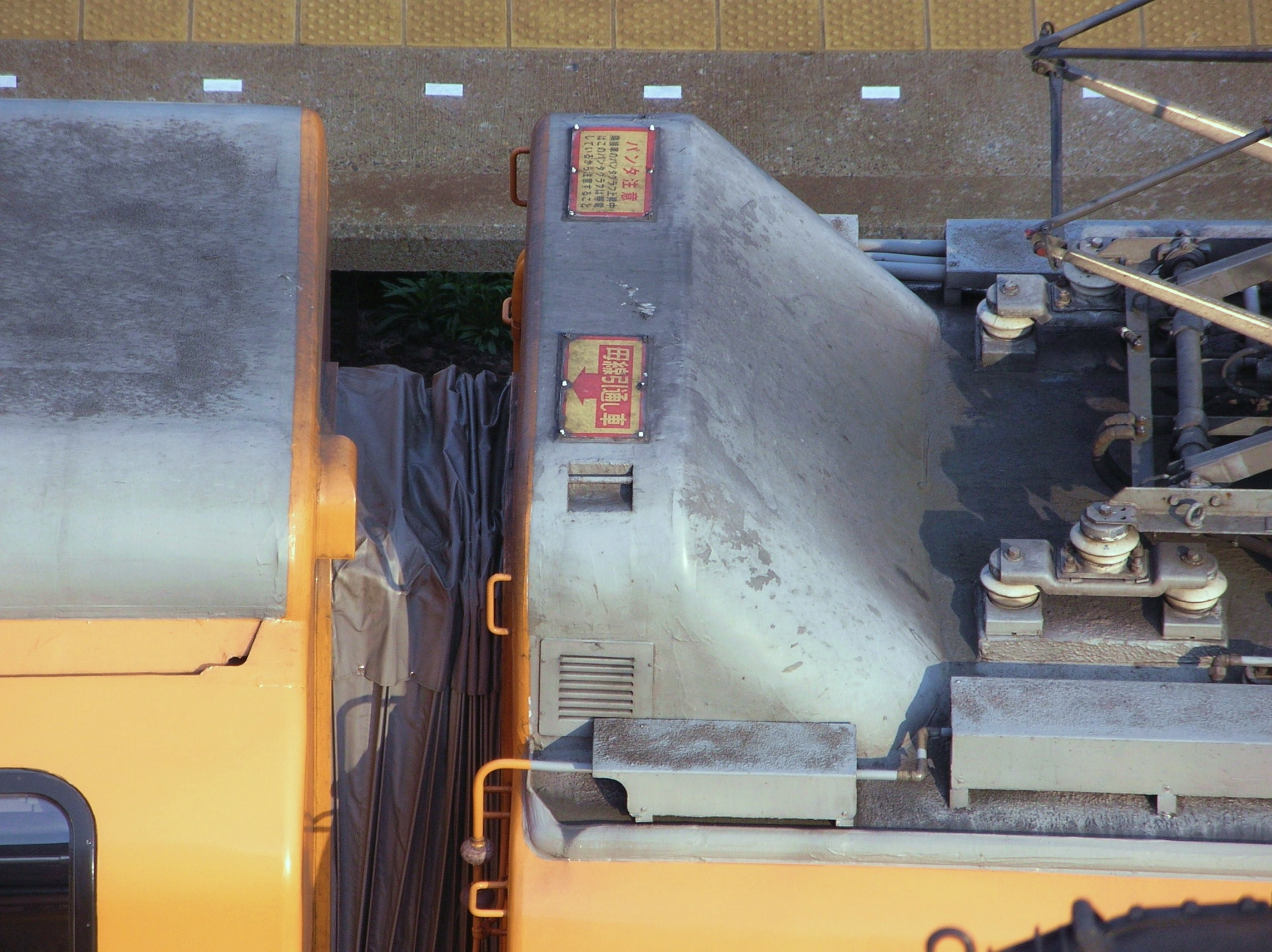
新設された屋根のカバー
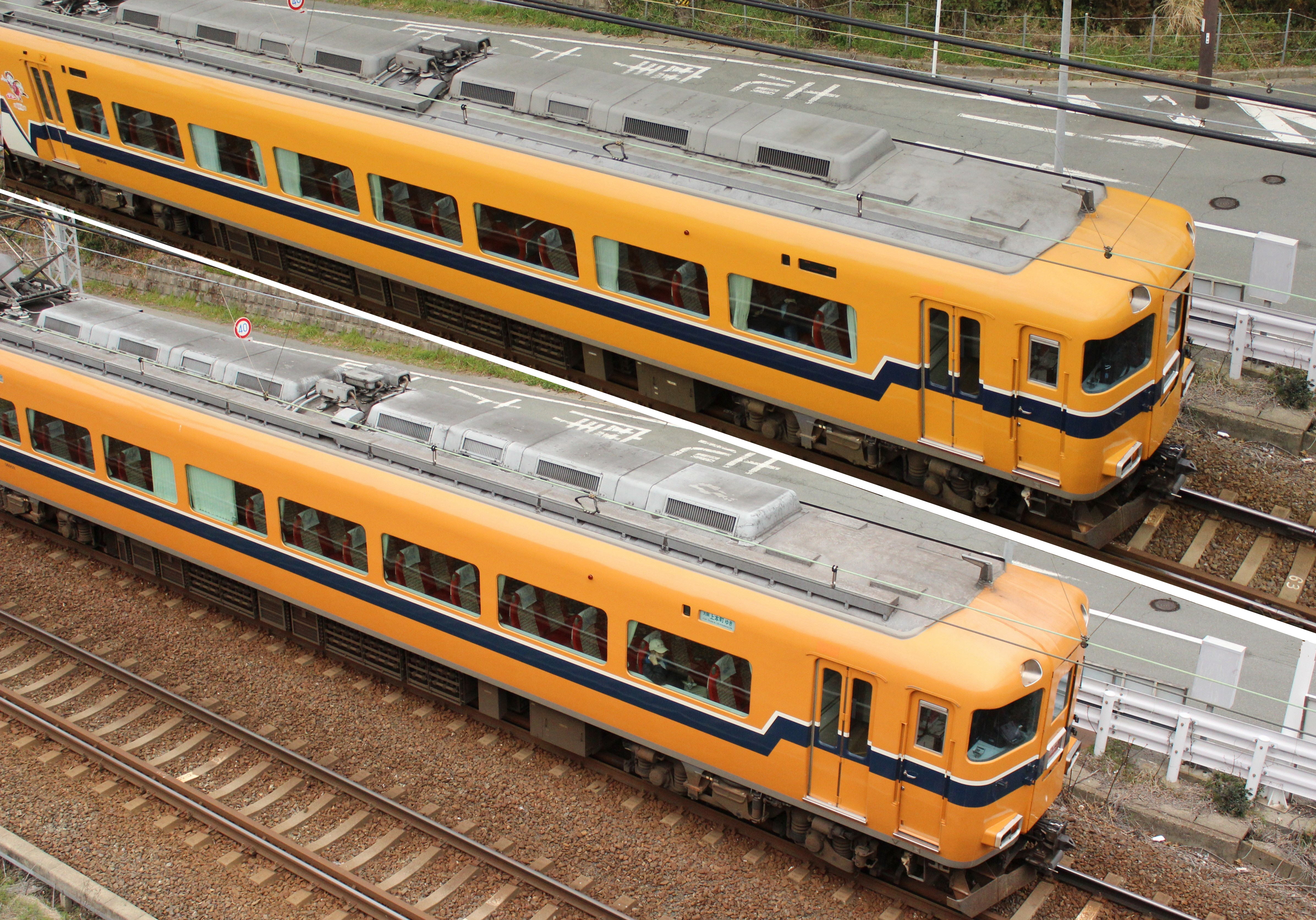
編成によってランボードの長さが異なる パンタ撤去跡が前方に見える

#### 客室
2階客席床部のかさ上げにより客室末端部の通路段差が解消され、あわせてシートピッチの変更（980 mmから1,000 mm化）と車端部の固定式座席を撤去した。また、モ30200形の化粧室スペース増強によって車端部の固定式座席1列分を撤去し、階下席を除き、編成内全ての座席が回転可能となった。これにより編成定員は、272名から252名に減少した。
2階部分と平床車のシートは背ずりを22000系のものに類似したタイプに交換、モケットはオレンジ系のナハンラ・オーラ（オレンジ色の波）とグリーン系のヴェルデ・オーラ（緑色の波）と名付けられたものを採用して、これをランダムに配置した。階上室がオレンジ主体、先頭車がグリーン主体である。リクライニング機構は全車フリーストップ式に統一された。階下席についてはアルコ・イーリスと名付けられた横縞の入ったパープル系のモケットを採用し、座面や背ずり等も全面的に変更された。その他は全車において内装のカラー変更やカーテン留め具の採用も行われているが、Mc車への間接照明の設置はされず、また運転台寄りのドアは改造前の全面ガラス製の素材をそのまま流用した。
T車出入台のエントランスホールは、空間の広さをさらに強調するデザインとした。階下から階上に貫くプランタボックスを配して観葉植物を置くことで、ホールにそびえたつ木をイメージした。天井は空をイメージしたストライプとした。
トイレについては、モ30200形は洋式と男性用小便器ブース、洗面所の組み合わせに変更された。モ30250形は従来通りだが、インテリアが一新された。デッキは21000系に倣ってダウンライトでまとめた。

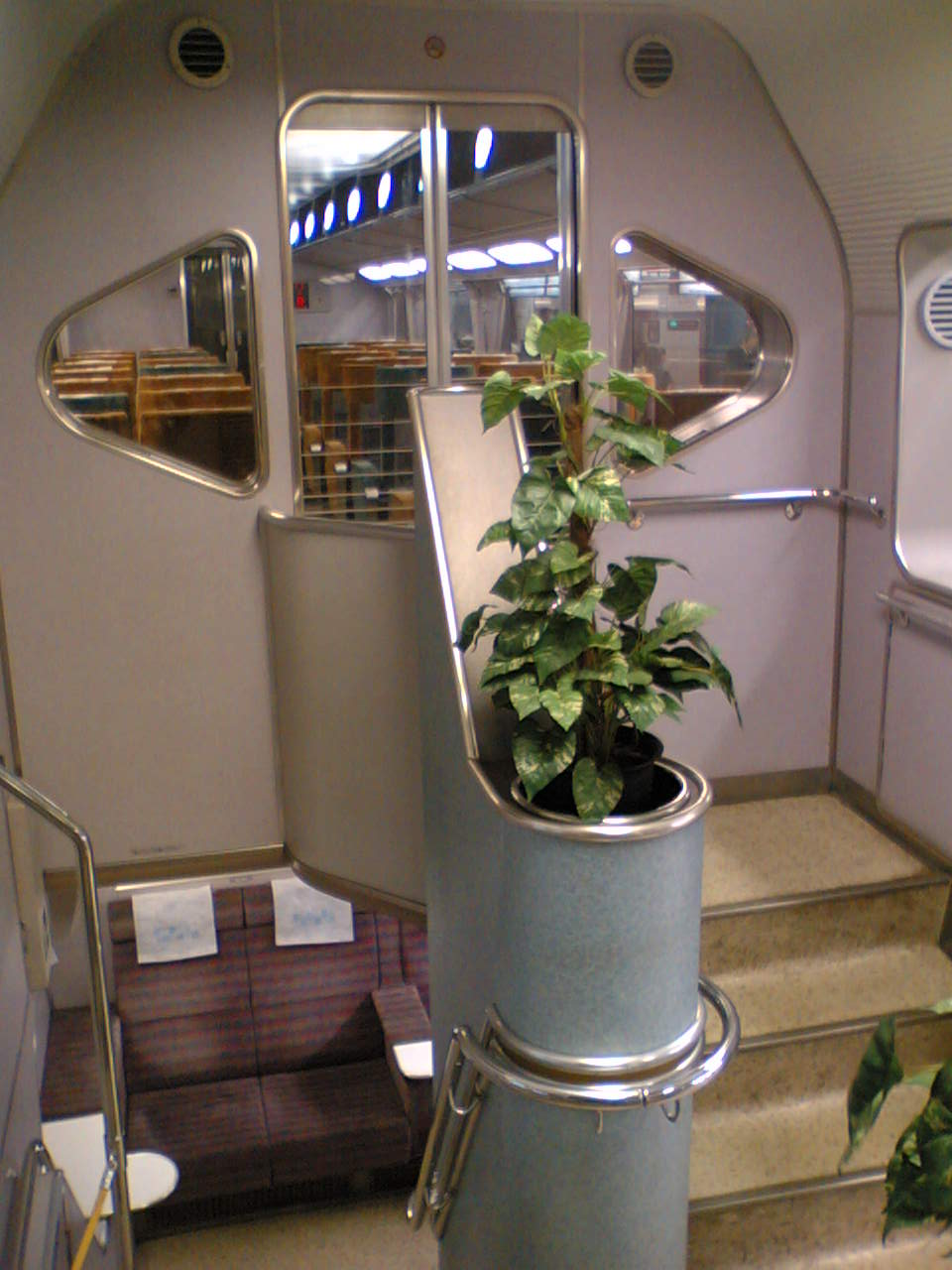
ダブルデッカーのエントランス
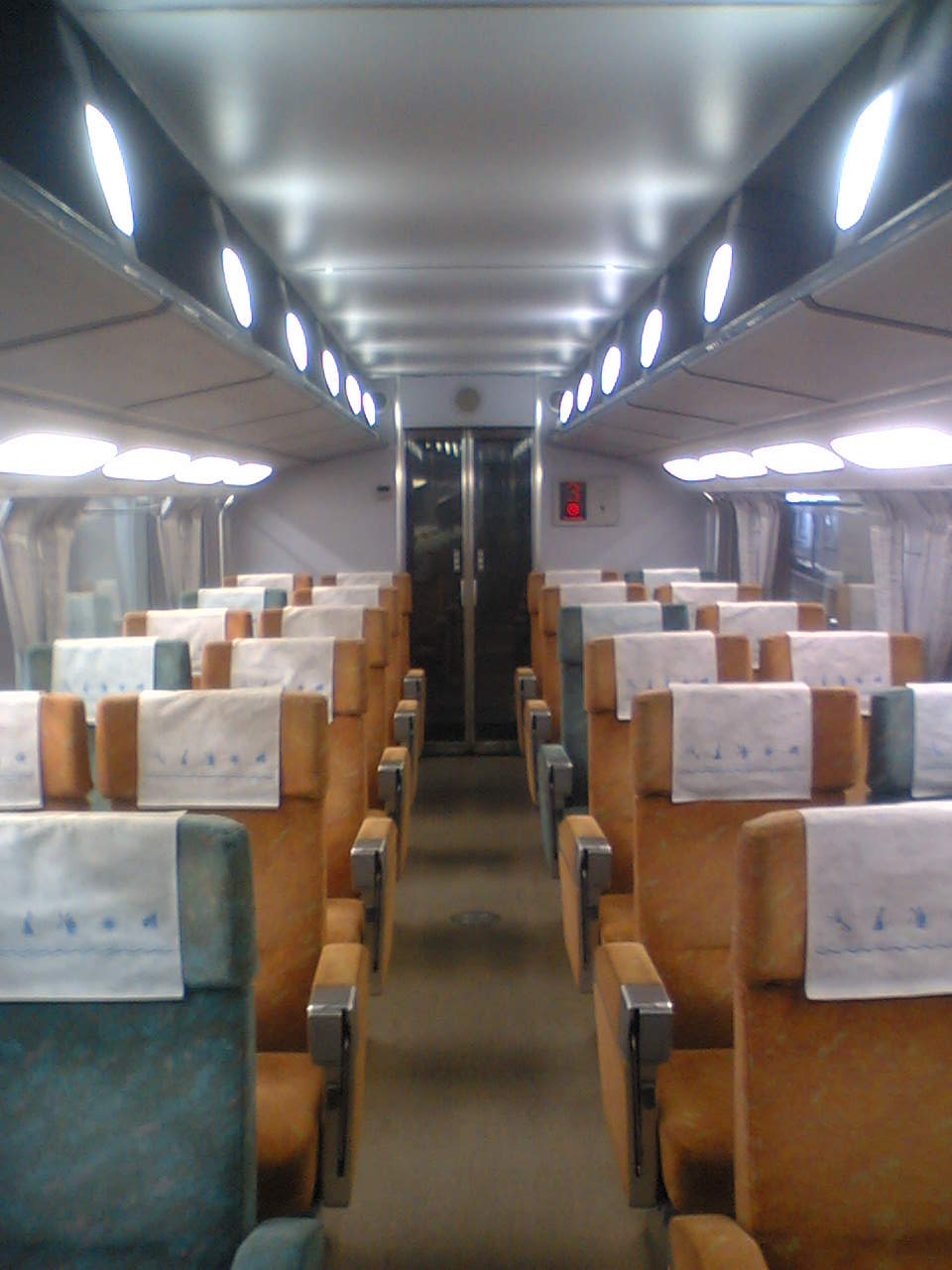
階上席
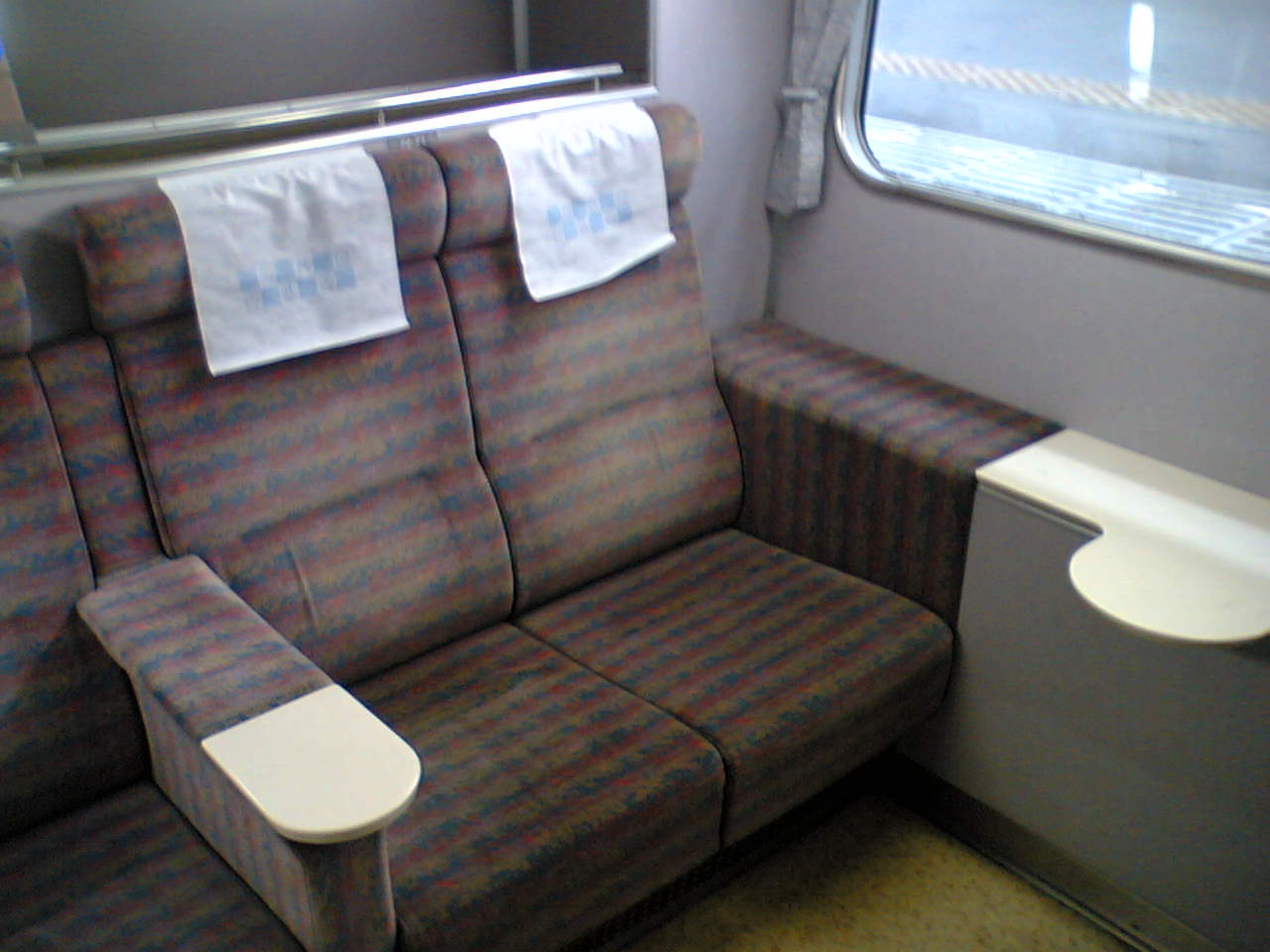
階下席
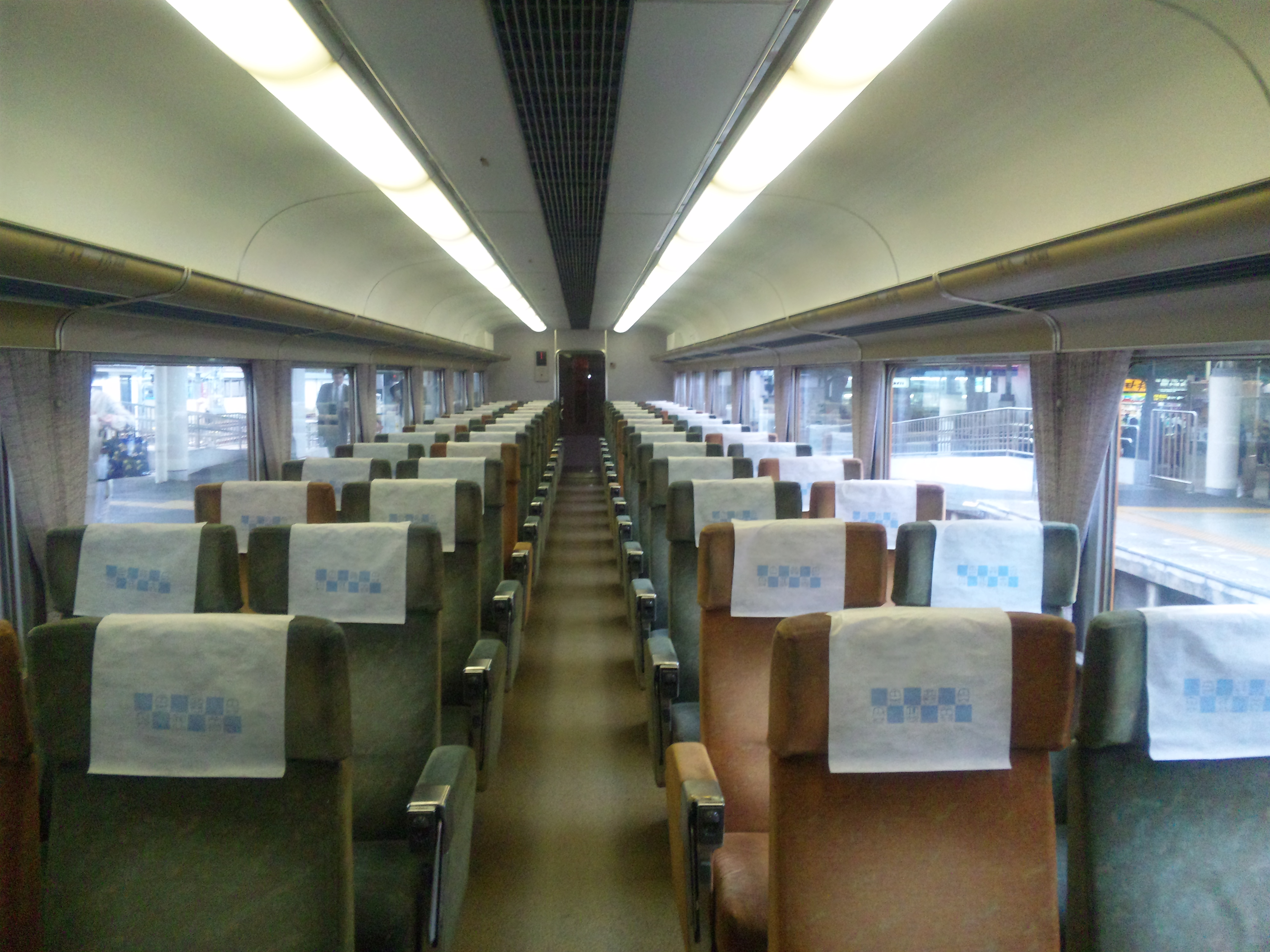
先頭車車内

### 編成
| 大阪・京都発着編成 名古屋発着編成 | ← 大阪難波・大阪上本町・京都近鉄奈良・橿原神宮前・賢島・鳥羽・近鉄名古屋 → ← 賢島・鳥羽・宇治山田近鉄名古屋 → | ← 大阪難波・大阪上本町・京都近鉄奈良・橿原神宮前・賢島・鳥羽・近鉄名古屋 → ← 賢島・鳥羽・宇治山田近鉄名古屋 → | ← 大阪難波・大阪上本町・京都近鉄奈良・橿原神宮前・賢島・鳥羽・近鉄名古屋 → ← 賢島・鳥羽・宇治山田近鉄名古屋 → | ← 大阪難波・大阪上本町・京都近鉄奈良・橿原神宮前・賢島・鳥羽・近鉄名古屋 → ← 賢島・鳥羽・宇治山田近鉄名古屋 → | ← 大阪難波・大阪上本町・京都近鉄奈良・橿原神宮前・賢島・鳥羽・近鉄名古屋 → ← 賢島・鳥羽・宇治山田近鉄名古屋 → | ← 大阪難波・大阪上本町・京都近鉄奈良・橿原神宮前・賢島・鳥羽・近鉄名古屋 → ← 賢島・鳥羽・宇治山田近鉄名古屋 → | ← 大阪難波・大阪上本町・京都近鉄奈良・橿原神宮前・賢島・鳥羽・近鉄名古屋 → ← 賢島・鳥羽・宇治山田近鉄名古屋 → | ← 大阪難波・大阪上本町・京都近鉄奈良・橿原神宮前・賢島・鳥羽・近鉄名古屋 → ← 賢島・鳥羽・宇治山田近鉄名古屋 → |
| 形式                              | モ30200形 (Mc1)                                                                                               | サ30100形 (T1)                                                                                                | サ30150形 (T2)                                                                                                | モ30250形 (Mc2)                                                                                               | | | | |
| 車両写真                          | | | | | | | | |
| 搭載機器                          | CON,◇ | CP | MG | ◇,CON | | | | |
| 自重                              | 45.0 t | 41.0 (40.0) t                                                                                                 | 42.0 (41.0) t                                                                                                 | 45.0 t | | | | |
| 定員                              | 56 | 66（2階…56 1階…10）                                                                                           | 66（2階…56 1階…10）                                                                                           | 60 | | | | |
| 車内設備                          | 洗面室・トイレ 車内販売準備室                                                                                 | ダブルデッカー                                                                                                | ダブルデッカー                                                                                                | 洗面室・トイレ                                                                                                | | | | |

- 形式欄のMはMotorの略でモーター搭載車（電動車）、TはTrailerの略でモーターを搭載しない車（付随車）、Mcのcはcontrollerの略で運転台装備車（制御車）。
- 搭載機器欄のCONは制御装置、MGは補助電源装置、CPは電動空気圧縮機、◇はパンタグラフ。
- 自重欄の（）はB更新時の数値[35]
- 編成定員はMc車116名、階上席112名、階下席24名で、合計252名。オリジナル車と比較して20名減少した。

### 再リニューアル（B更新）
2010年4月から2012年3月にかけて、全編成に2回目の車体更新（B更新）が行われた。
外観
乗降口への雨樋取付、車体連結部への転落防止幌設置、行先表示器のLED化が行われた。
客室

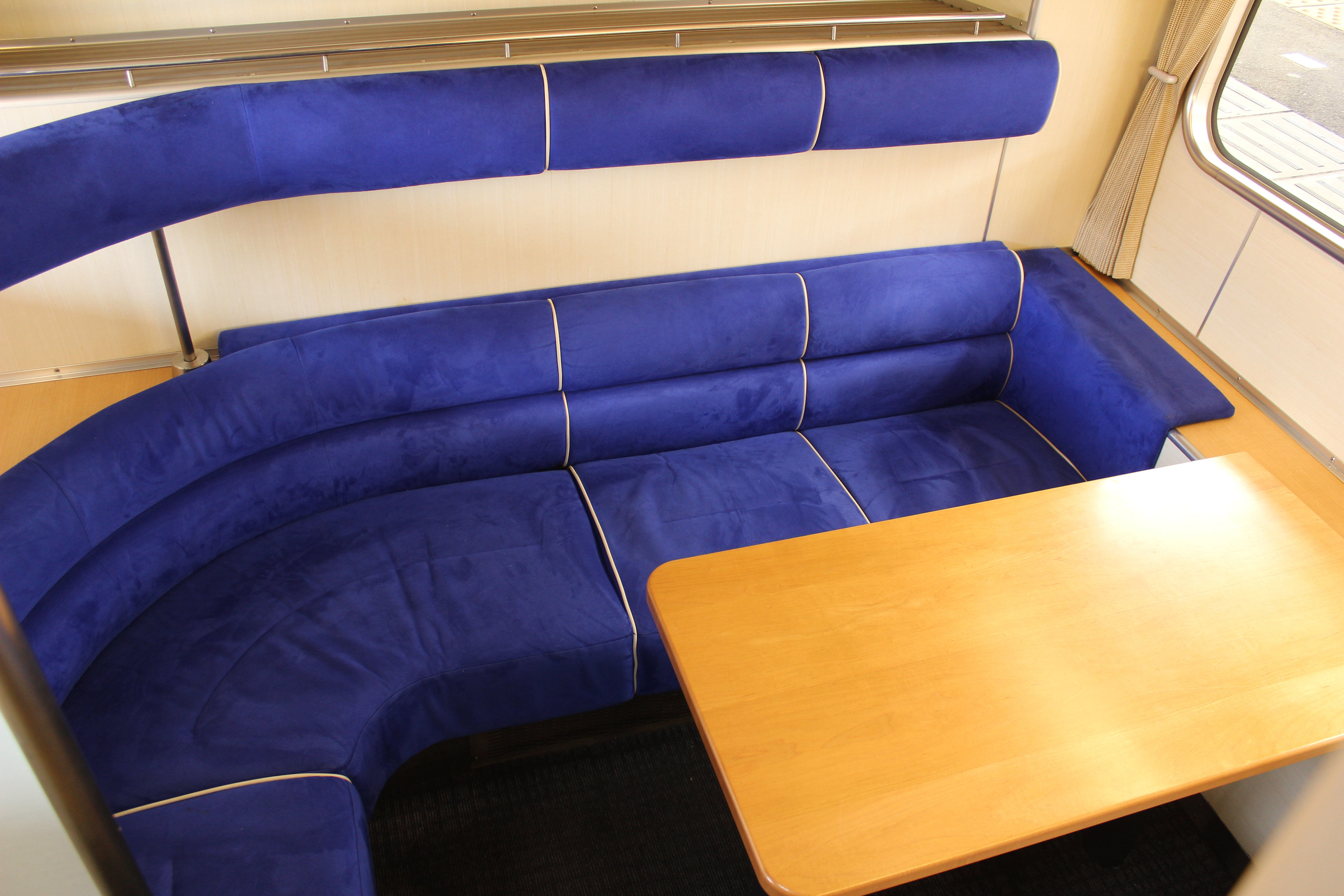
T車階下席
ヨットのキャビンのイメージ

インテリアは海をテーマとして航海に出る時の期待感と躍動感を表現した。T車階下席は3 - 5人が同一行程で利用できる「グループ専用席」とされた。ヨットのキャビンをテーマとし、天然木の大型テーブルや、入口のパーテーションを新設した。
Mc車とT車階上席は22600系に準じたゆりかご型座席に交換され、座席モケットはMc車を赤、T車を青として、背ずり部には「LIMITED EXPRESS VISTA CAR BON VOYAGE」（BON VOYAGEは、これから楽しい旅行や冒険に赴くにあたっての挨拶「道中ご無事で！」「ごきげんよう！」の意味）のメッセージ柄を入れて、若々しく楽しいイメージを表現した。ただし、30201Fについては階下席の試作要素が大きく、座席交換は未実施で内装材の新品交換に留まり、そのデザインも異なっている。
モ30250形は喫煙車の設定があるため、座席背面と側壁に収納式の灰皿が設けられた。トイレは22600系や26000系更新車に準じた男性専用の小便器と男女共用の温水洗浄便座の洋式トイレに改修され、モ30250形の和式トイレは洋式化された。
B更新に伴い、編成定員はA更新時から4名減って248名、自重は中間車のみ1両につき1 t減となった。

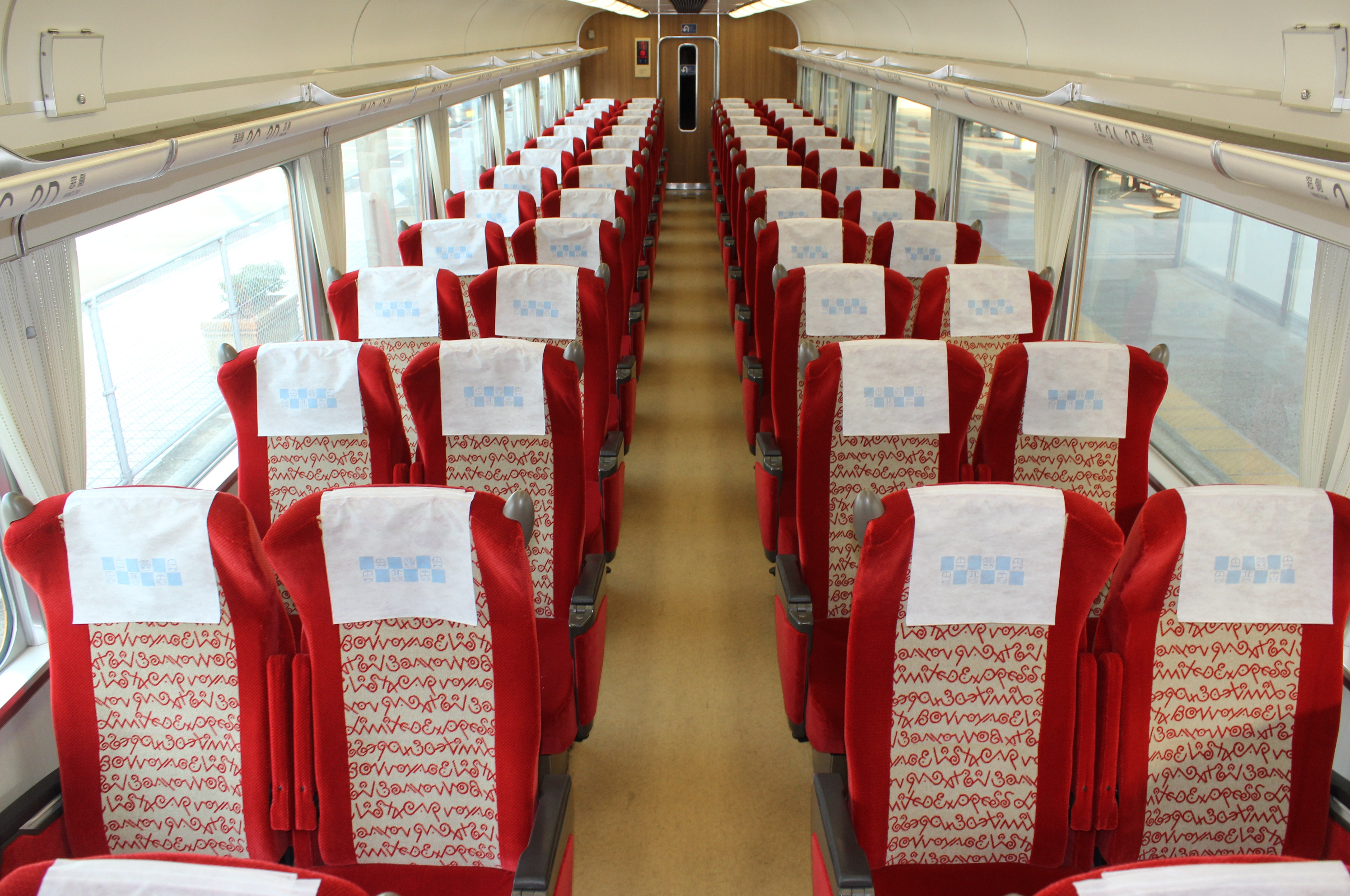
Mc車車内
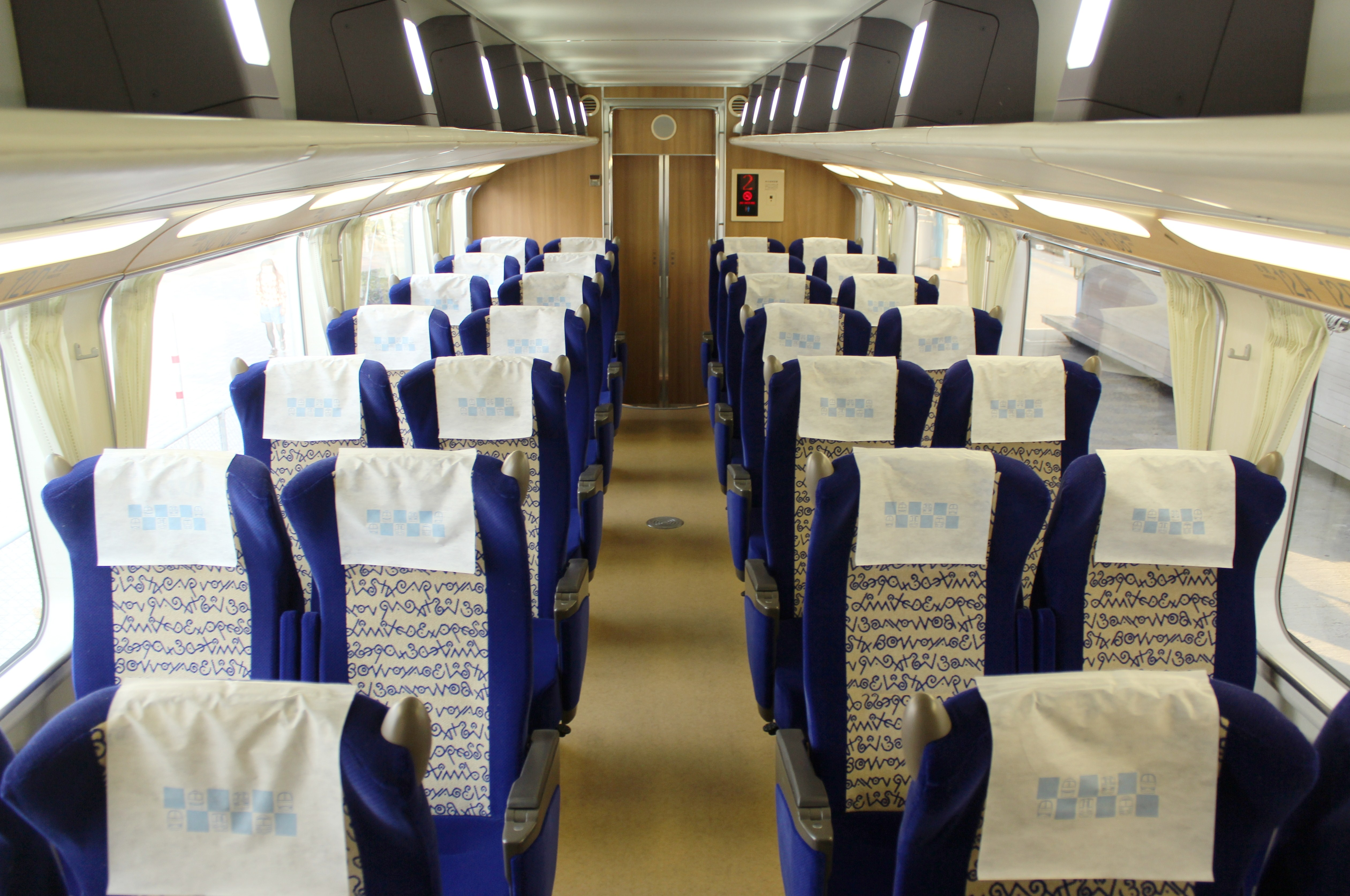
T車車内
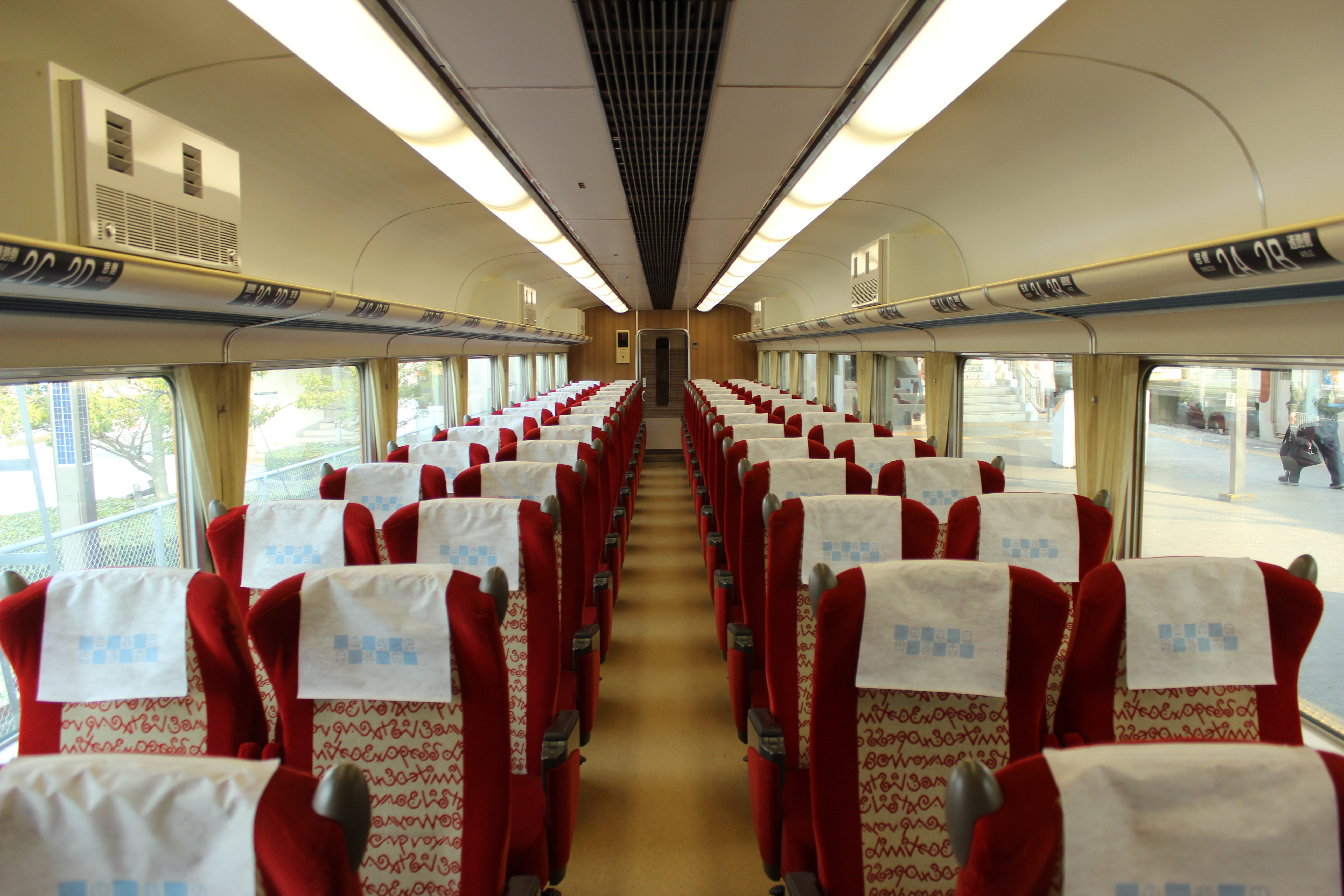
喫煙車は荷棚に空気清浄機を設置
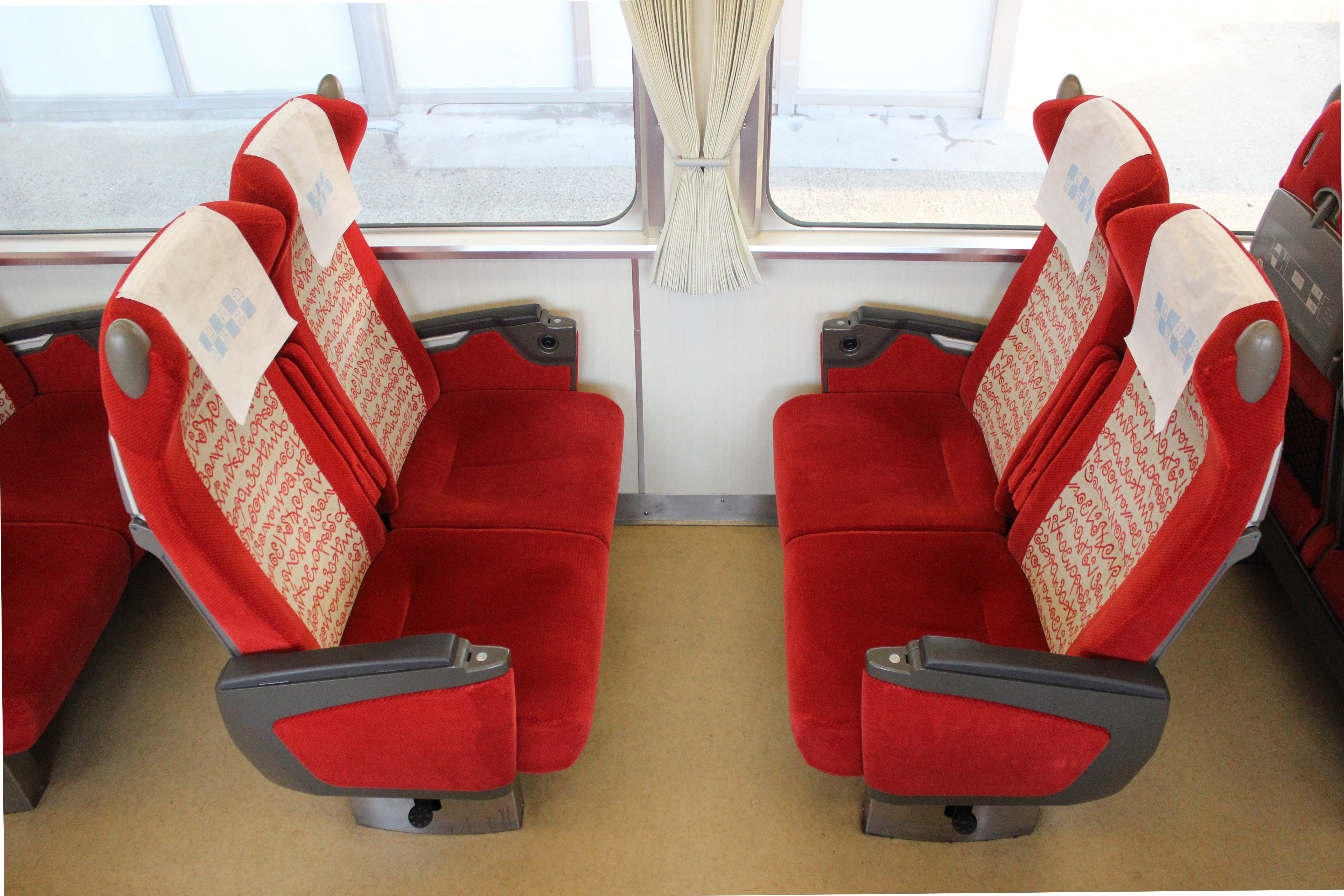
Mc車のB更新仕様の座席 背ずり部にはポップなメッセージ柄を織り込んだ
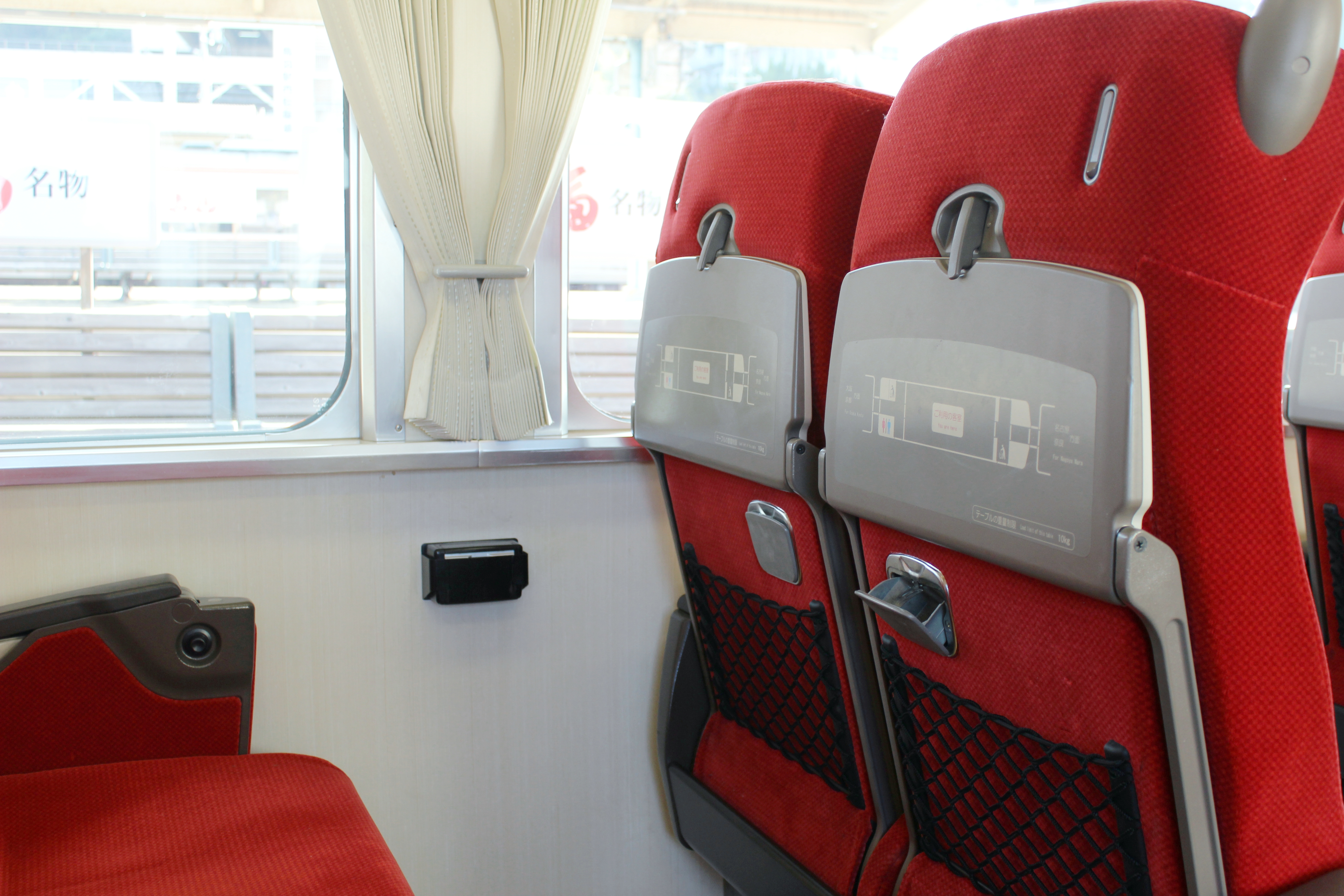
モ30250形の座席背面と側壁に収納式の灰皿が設けられた
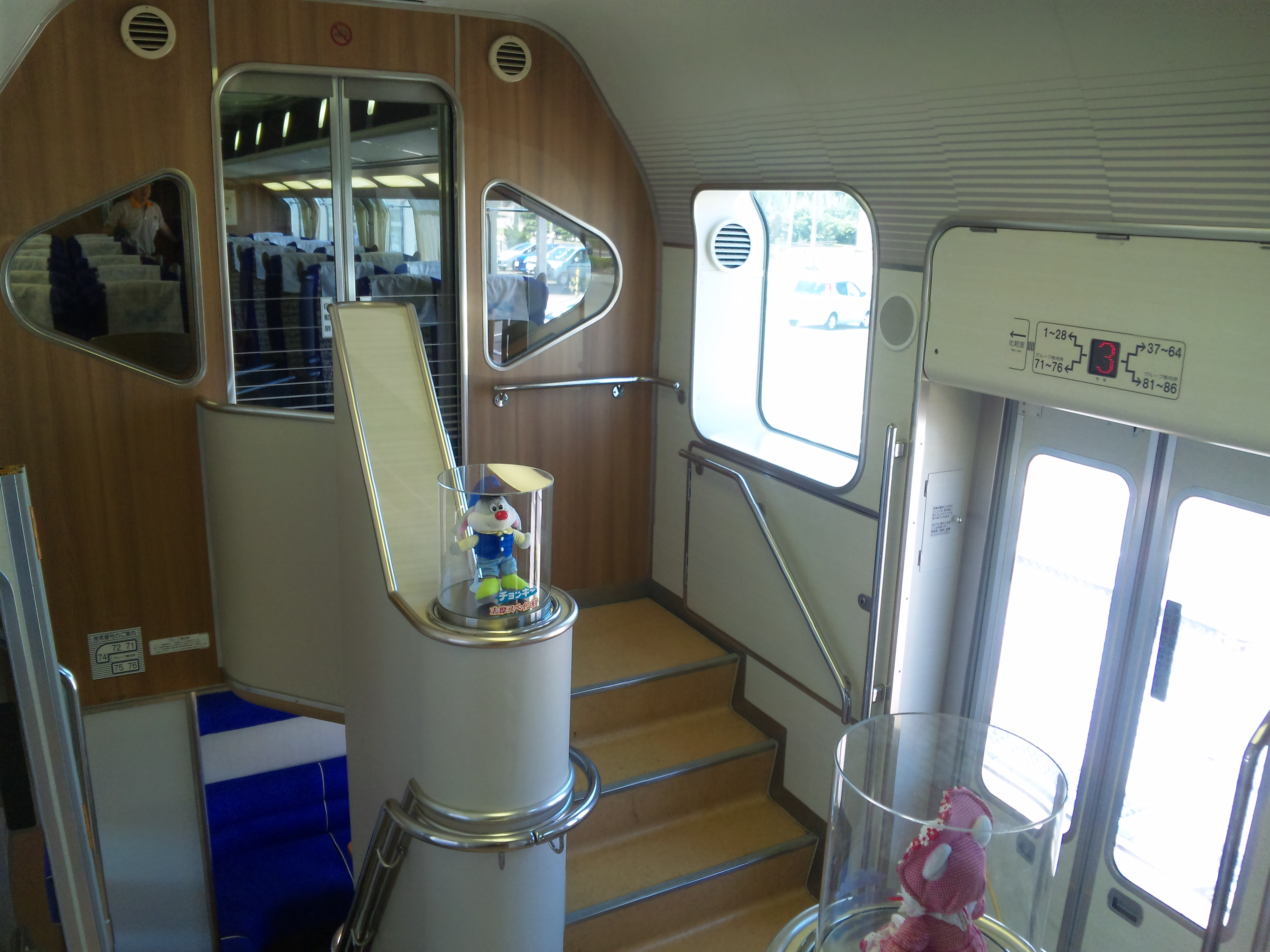
再リニューアル後のエントランス 新たに志摩スペイン村のキャラクターを配置
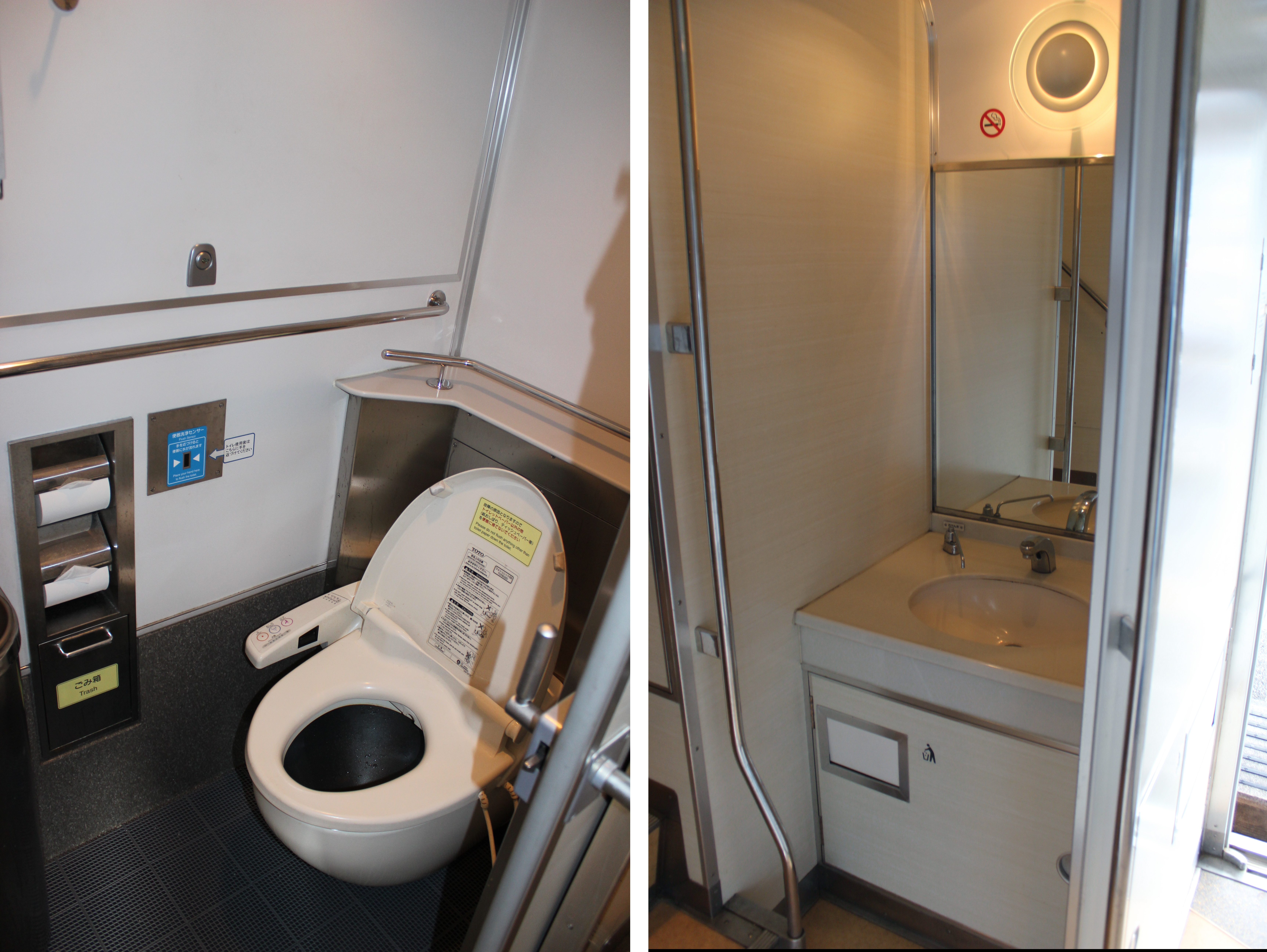
温水洗浄付便器に取り換えた 洗面台、デッキ化粧板は木目調に交換
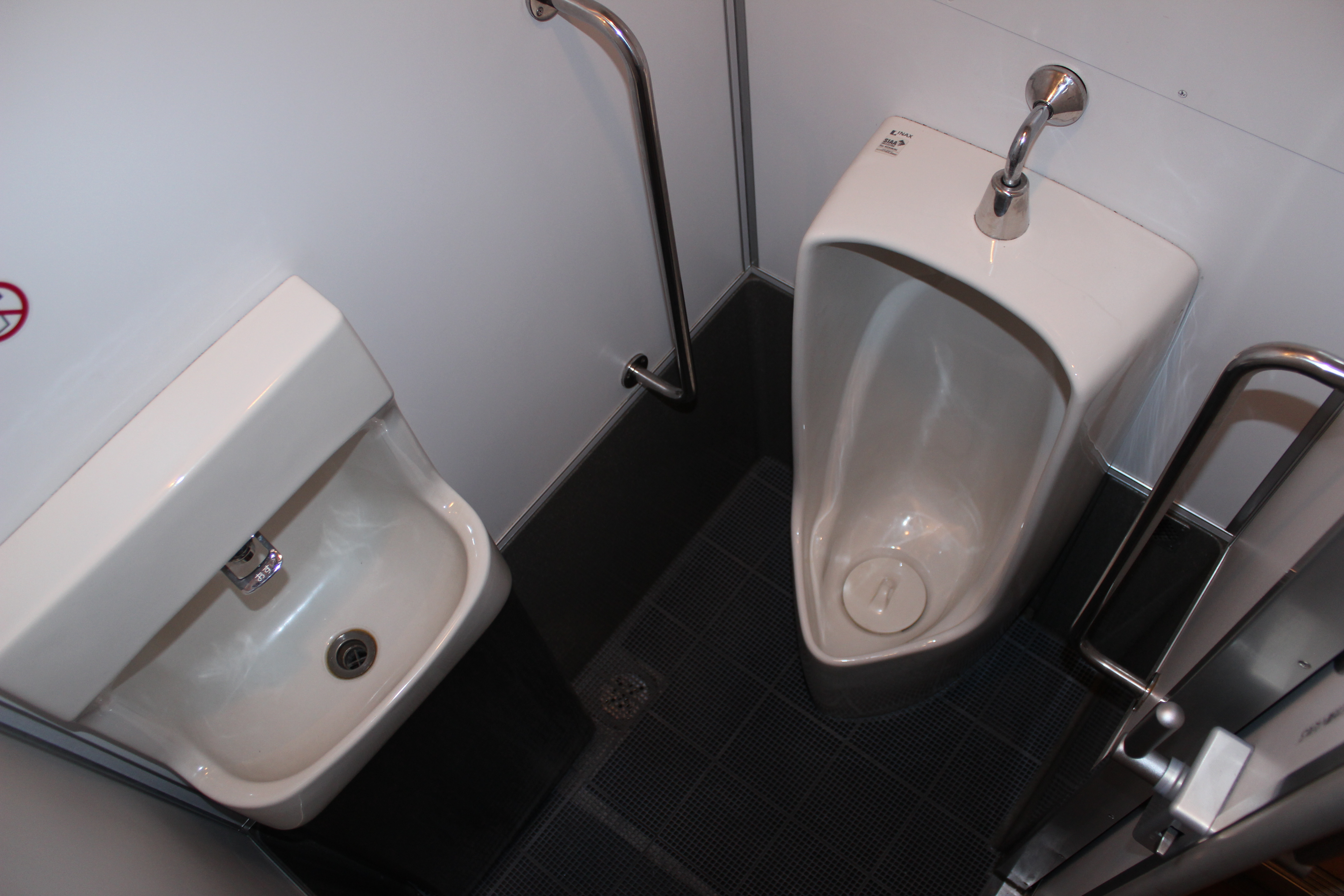
男子小用トイレ（モ30200形）

### B更新以降の改造
塗装変更

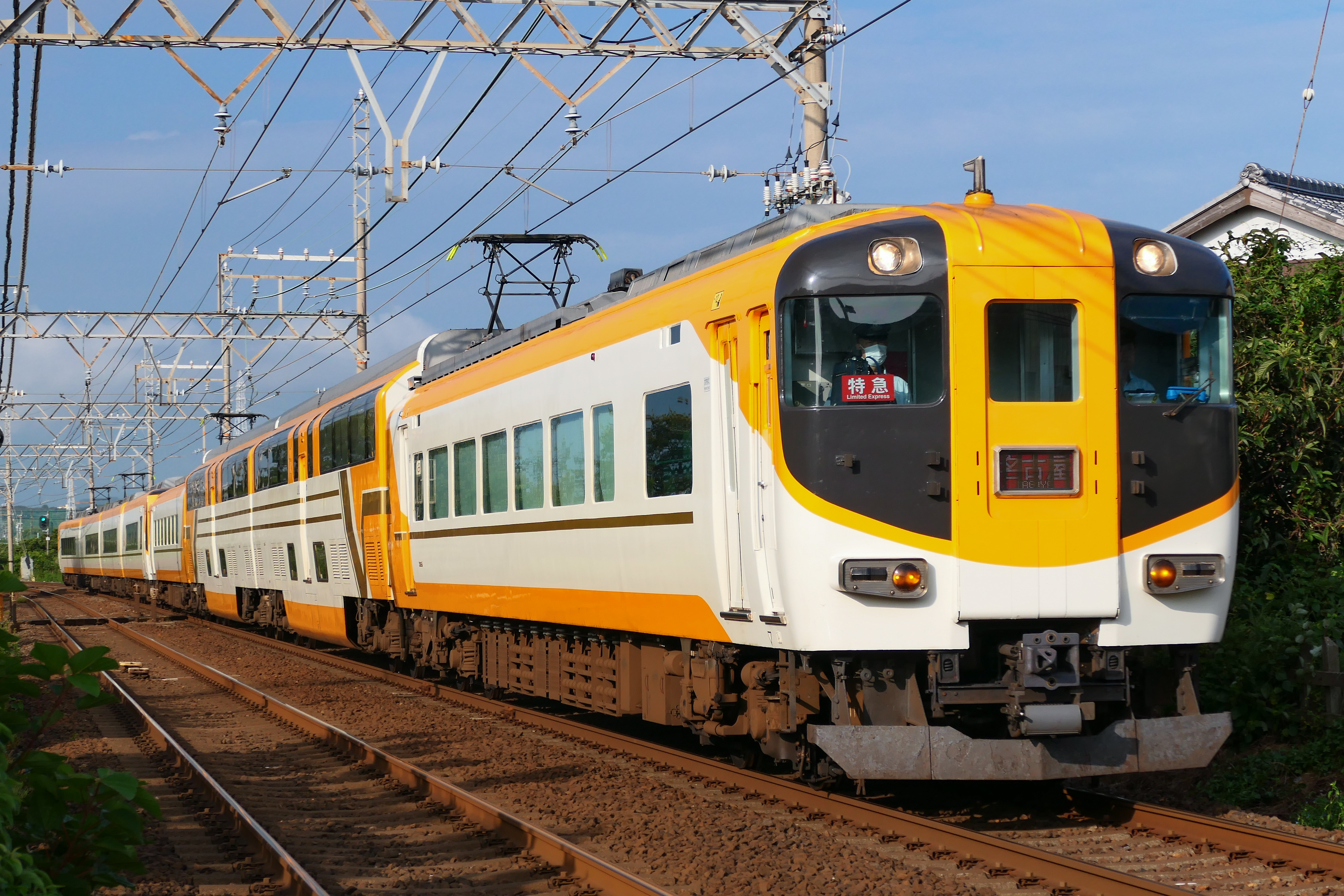
塗装変更後の外観（2023年9月）

本系列は22000系の車体更新を皮切りに開始された汎用特急車両の塗装変更対象とされ、2016年6月から2018年にかけて全編成完了している。Mc車の塗装は12410系12413Fに準じ、中間車（ダブルデッカー）は本系列独自の塗り分けとなり、Mc車前面の「VISTA EX」エンブレムは撤去された。
また、塗装変更と並行して、塗装未変更車を含む全編成の先頭車前面の助士側の窓に、赤字白文字・英語併記の「特急」ステッカーが貼り付けられた。
喫煙室設置

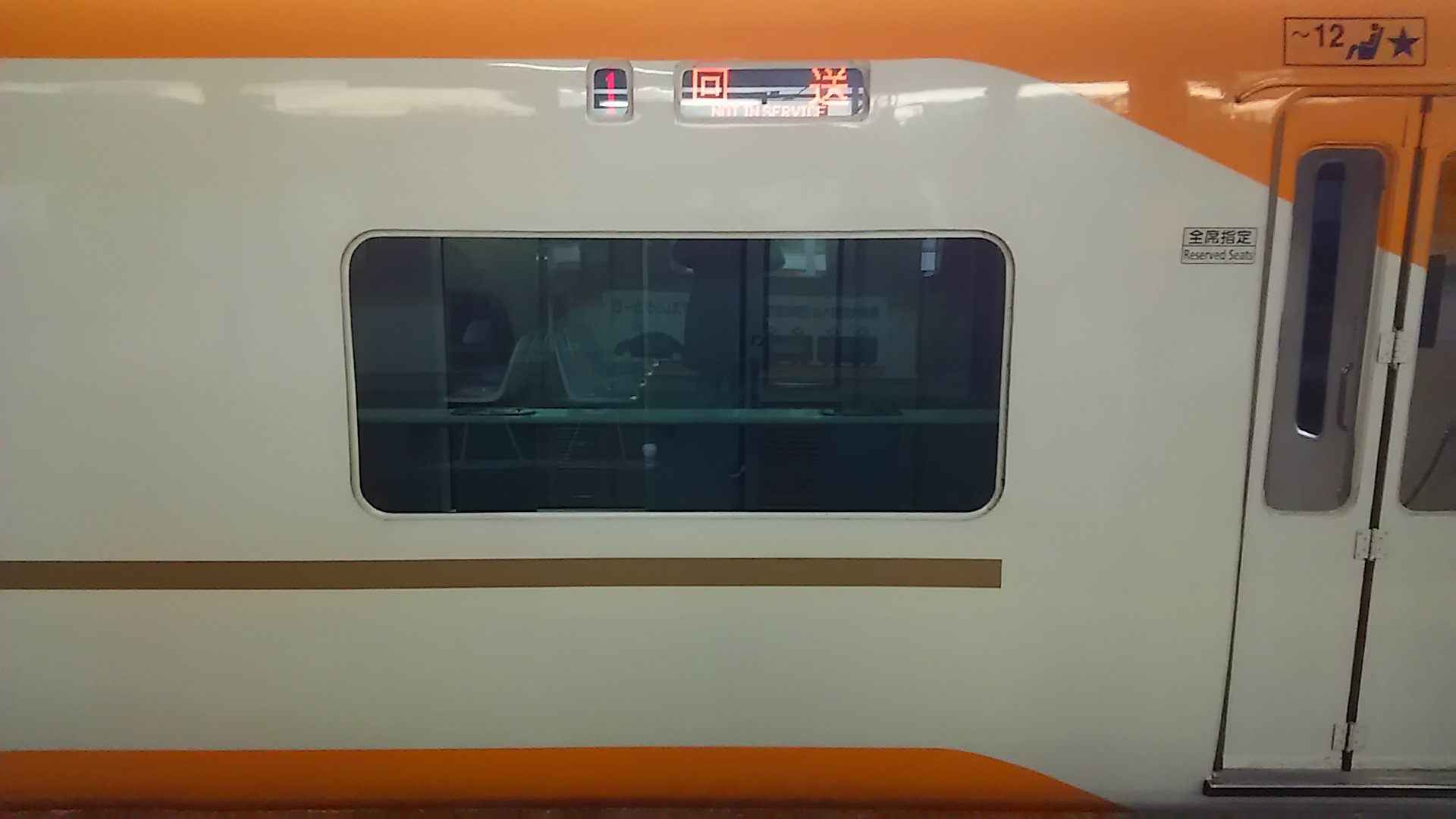
近鉄30000系喫煙室外観（東生駒駅）

2020年4月1日施行の改正健康増進法に対応するため、2016年から2019年3月にかけて、本系列のモ30250形に喫煙室設置工事が行われた。これに伴い、座席背面と側壁備え付けの灰皿を全て撤去し、当該部分反対側の窓は封鎖されたが、行先表示器の位置は設置以前のままであり、乗務員室扉の交換は省略されている。

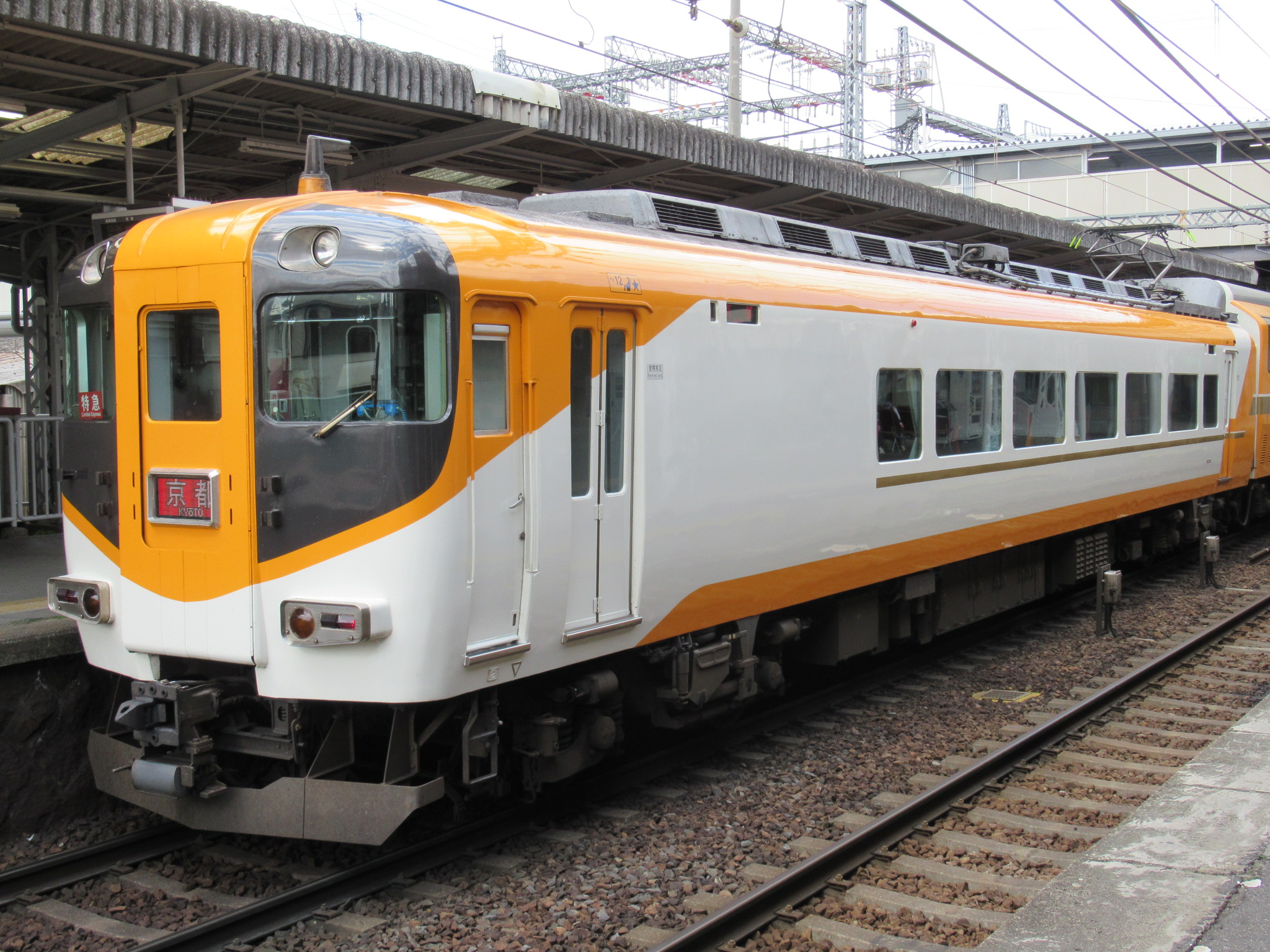
塗装変更後のモ30250形
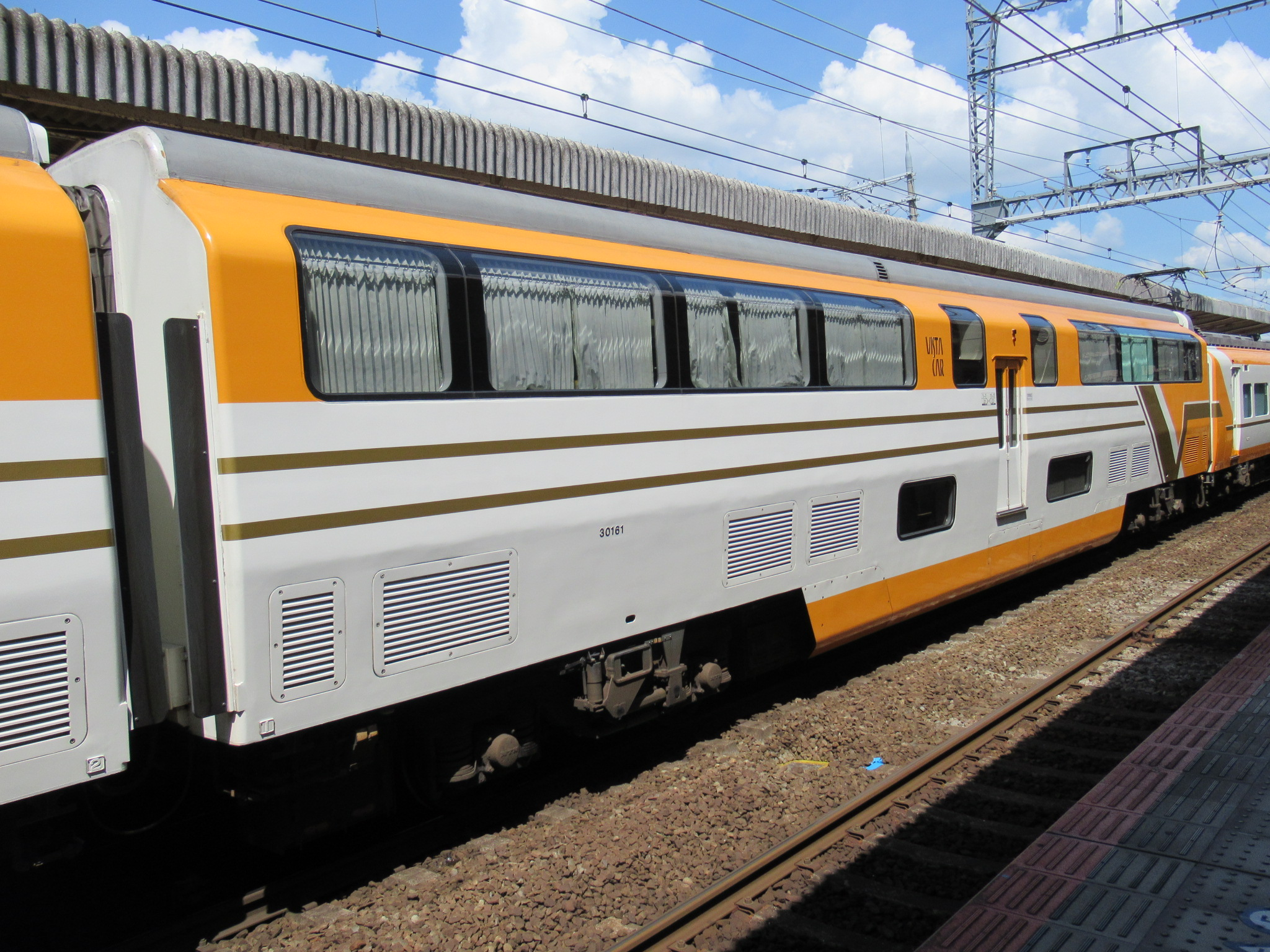
サ30150形
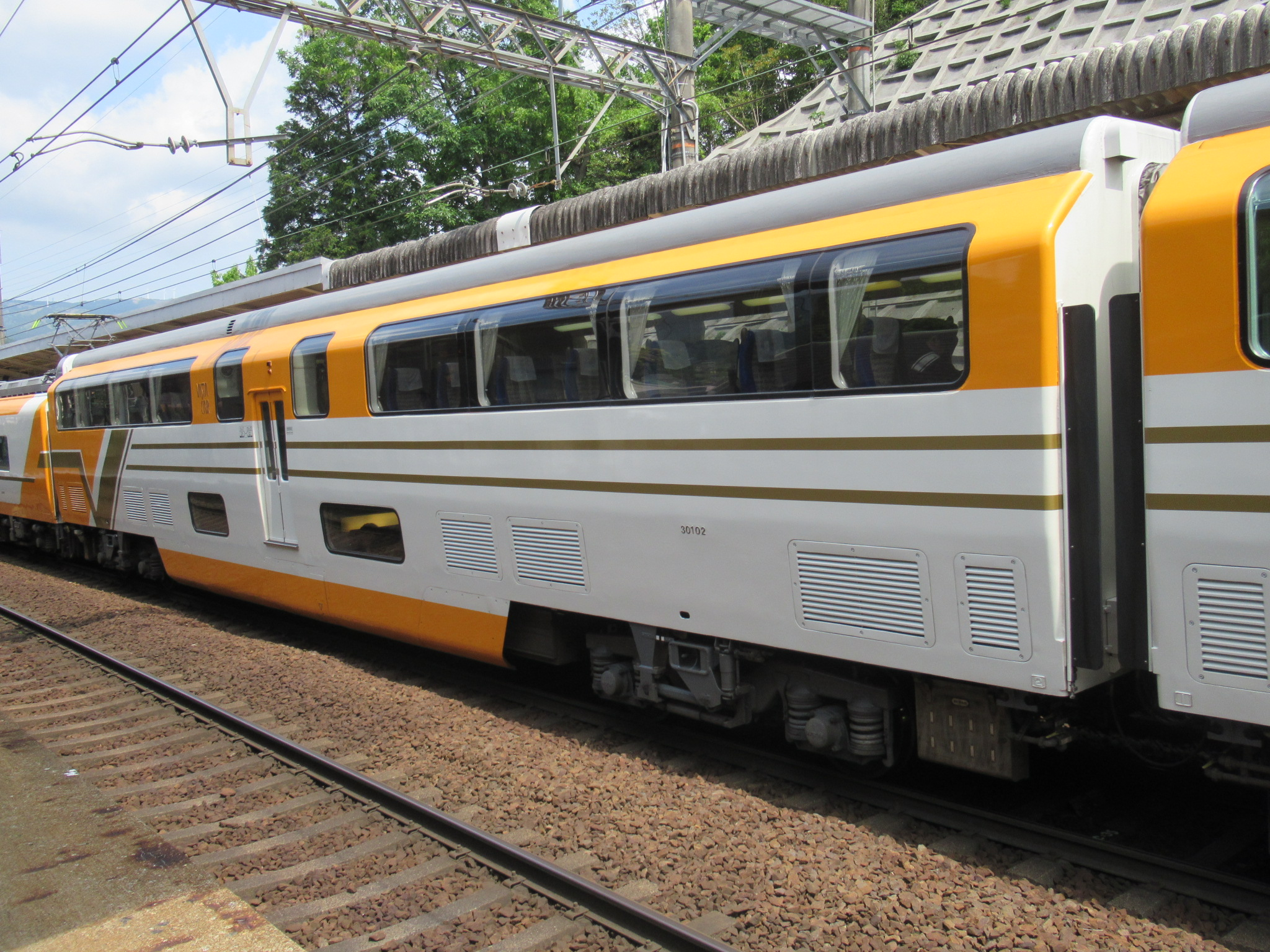
サ30100形
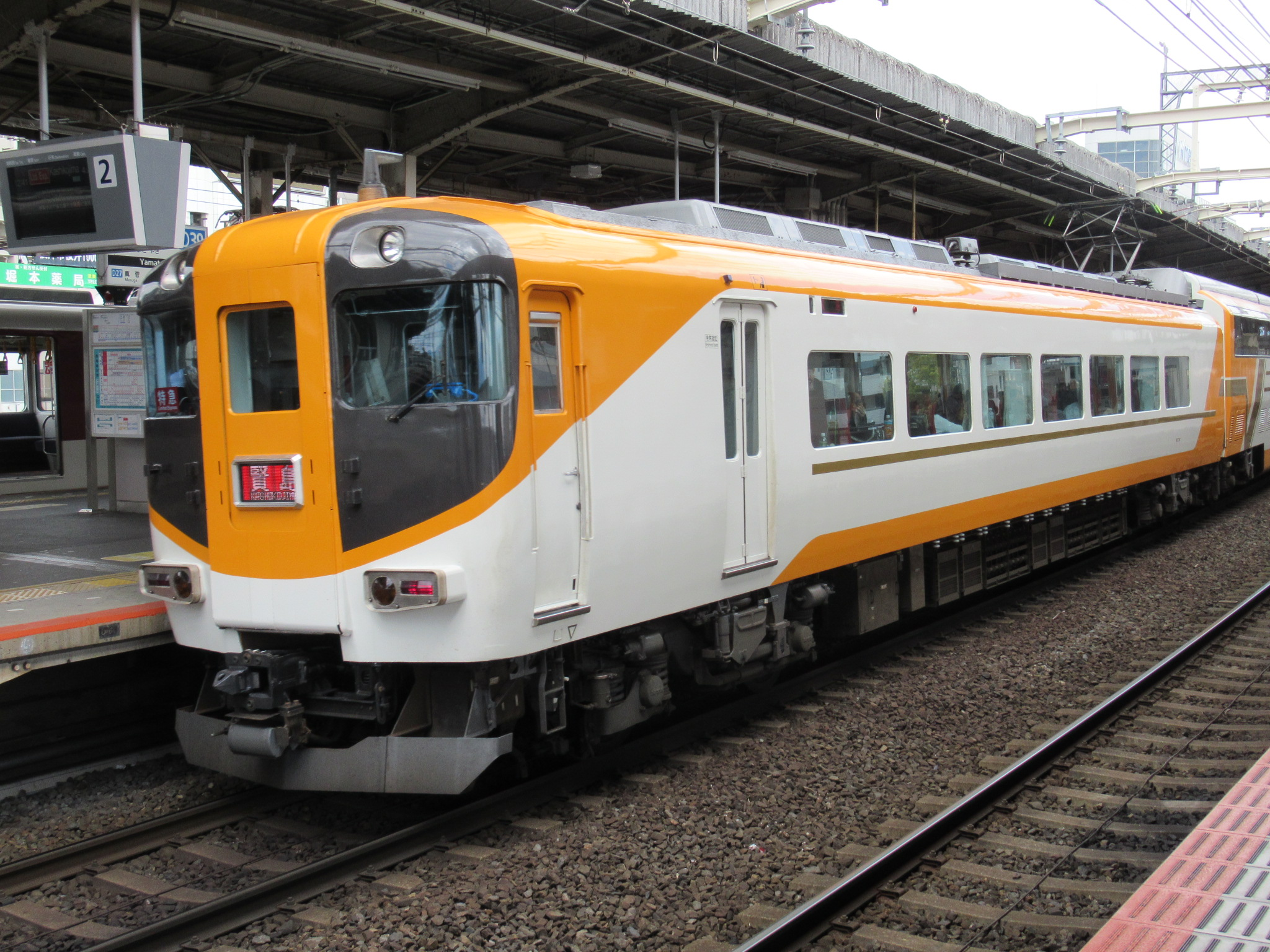
モ30200形

|        | T車階下席リニューアル | B更新出場  | 喫煙室設置     | 廃車   |
| ------ | --------------------- | ---------- | -------------- | ------ |
| 30201F | B更新時               | 2010年4月  | 2019年3月28日  | 運用中 |
| 30202F | 2011年1月             | 2010年8月  | 2016年8月      | 運用中 |
| 30203F | 2011年3月             | 2010年7月  | 2017年1月      | 運用中 |
| 30204F | B更新時               | 2010年10月 | 2016年11月     | 運用中 |
| 30205F | B更新時               | 2010年11月 | 2018年2月9日   | 運用中 |
| 30206F | 2010年12月            | 2011年6月  | 2017年9月1日   | 運用中 |
| 30207F | 2011年3月             | 2011年11月 | 2017年3月      | 運用中 |
| 30208F | 2011年1月             | 2011年7月  | 2018年3月30日  | 運用中 |
| 30209F | 2010年11月            | 2011年6月  | 2017年6月16日  | 運用中 |
| 30210F | 2010年12月            | 2011年10月 | 2017年11月16日 | 運用中 |
| 30211F | B更新時               | 2010年12月 | 2018年6月11日  | 運用中 |
| 30212F | 2011年2月             | 2011年9月  | 2018年7月19日  | 運用中 |
| 30213F | 2011年2月             | 2012年3月  | 2018年11月19日 | 運用中 |
| 30214F | 2011年3月             | 2012年1月  | 2018年10月5日  | 運用中 |
| 30215F | 2011年3月             | 2012年2月  | 2019年1月25日  | 運用中 |

- 塗装変更後のモ30250形
- サ30150形
- サ30100形
- モ30200形

## 沿革・運用
1978年11月29日深夜、30201Fが近畿車輛徳庵工場から高安車庫に陸送された。
1978年12月4日に7編成（30201F - 30207F）が竣工して、翌5日より試運転が行われた。同年12月15日に大和西大寺 - 東青山 - 大和八木間でCM撮影用に30000系同士の2編成併結（重連）運転が行われ、ヘリコプターによる空撮も行なわれた。
営業運転は同年12月30日より暫定ダイヤで運用開始し、初日は近鉄難波 - 賢島間2往復、京都 - 賢島間2往復、近鉄名古屋 - 賢島間2往復であった。31日には伊勢方面の越年特急にも使用、翌年1月5日より通常ダイヤにて運用を開始した。また名阪甲特急にも片道1本ながら30000系運用が設定された。時刻表には本系列充当列車の全てではないが、Vマークが表記される。

### 営業運転初日の運転時刻
阪伊甲特急（鶴橋 - 宇治山田間ノンストップ、五十鈴川は通過、志摩磯部は一部停車）
- 下り
  - 近鉄難波9:20 → 賢島11:53（志摩磯部停車）
  - 近鉄難波10:20 → 賢島12:49

- 上り
  - 賢島12:25 → 近鉄難波14:30
  - 賢島14:00 → 近鉄難波16:30

京伊特急（大和八木 - 松阪間ノンストップ、五十鈴川は通過）
- 下り
  - 京都9:15 → 賢島12:10
  - 京都10:15 → 賢島13:10

- 上り
  - 賢島12:20 → 京都15:18
  - 賢島13:20 → 京都16:18

名伊甲特急（近鉄名古屋 - 宇治山田間ノンストップ、五十鈴川は通過、志摩磯部は一部停車）
- 下り
  - 近鉄名古屋9:25 → 賢島11:29（志摩磯部停車）
  - 近鉄名古屋11:25 → 賢島13:29（31日より運転）
  - 近鉄名古屋14:25 → 賢島16:32

- 上り
  - 賢島11:40 → 近鉄名古屋13:44
  - 賢島14:40 → 近鉄名古屋16:47（31日より運転）
  - 賢島16:40 → 近鉄名古屋18:46

### 1979年7月以降
1979年7月の2次車5編成（30208F - 30213F）の増備にともない運用列車を拡大した。近鉄難波 - 賢島間は甲特急を8往復、京都 - 賢島間は2往復、近鉄名古屋 - 賢島間は甲特急を6往復、近鉄難波 - 近鉄名古屋間は7往復（うち甲特急が下り4本、上り3本、乙特急の下り1本は津ゆき）、そのほかに、京都 - 近鉄奈良間を3往復、京都 - 橿原神宮前間を1往復、近鉄難波 - 近鉄奈良間を2往復のダイヤとなった。この増備によって志摩線内を走行する特急列車のほとんどが30000系という状況が日常茶飯事となった。
また、伊勢志摩特急用としてデビューした本系列であったが、第1次オイルショックに伴うビジネス利用の停滞や、高度経済成長に伴う大気汚染の影響が沈静化し、名阪特急の利用客がビジネス・レジャー利用共に回復傾向となったことから、近鉄の看板列車として一部の名阪ノンストップ特急に充当されるようになった。
1990年3月15日のダイヤ変更で、名阪甲特急の全列車が21000系に置き換えとなったため、30000系を含む一般特急車両は名阪甲特急運用から退いた。最終日の30000系甲特急運用は近鉄難波発19時の下り1本のみであった。
1996年4月に30201Fが更新改造を終え、4月27日から上本町 - 賢島間の阪伊特急2往復から運用を開始した（毎週水曜日をのぞく）。
1999年8月28・29日に未更新車が残り2編成となったことから、オリジナル車の2編成併結運行が近鉄名古屋 - 賢島間で行なわれた。
1999年11月27日から同月30日にかけて、オリジナル車のさよなら運転が実施された。27日と28日は近鉄名古屋 - 賢島間の名伊甲特急1往復、29日と30日は近鉄四日市 - 湯の山温泉間を2往復走行した（いずれも定期列車）。
2004年3月ダイヤ変更時より、阪伊・京伊特急で30000系2編成併結運用が開始された。
2009年3月20日のダイヤ変更により多客時を除き定期列車での30000系2編成併結が一旦消滅した（2020年3月14日のダイヤ変更で復活）。
2010年4月29日より、B更新を終えた30201Fが阪伊特急より営業に入った。この日以降、全ての本系列充当列車の階下席はB更新の施工・未施工を問わず、グループ専用席とされた。階下席の試験運用として同年10月頃までは以下の列車に限定して運用が組まれた。
- 平日
  - 鳥羽8:18発大阪上本町行き
  - 大阪上本町10:50発宇治山田行き
  - 宇治山田13:29発大阪上本町行き
  - 大阪難波20:50発松阪行き

- 土曜・休日
  - 松阪5:41発大阪上本町行き
  - 大阪上本町7:50発宇治山田行き
  - 宇治山田10:29発大阪上本町行き
  - 大阪上本町12:50発鳥羽行き
  - 鳥羽15:16発大阪上本町行き
  - 大阪難波20:10発松阪行き

2020年3月14日時点では名伊・阪伊乙特急、京奈・京橿特急を中心に、阪奈特急、京伊特急でも運用されている。かつては名阪特急でも運用されていたが、80000系のデビューに伴い、3月13日をもって定期運用が消滅し、以降は名伊特急の送り込みを兼ねた代走運用のみとなる。2021年7月3日のダイヤ改正以降、鳥羽までであるが、阪伊甲特急の運用が復活した。
2020年4月1日現在、4両編成12本48両 (V01〜12) が西大寺検車区、4両編成3本12両（V13〜15）が明星検車区に配置されている。